# Tirana
Tirana (albánsky Tiranë, v gegském dialektu Tirona/Tiron) je hlavní a největší město Albánie. Podle oficiálních údajů rychle roste a žije zde 557 422 obyvatel (2015). Hlavním městem státu je od roku 1920, do té doby tuto funkci plnil Drač (Durrës), se kterým dnes tvoří prakticky jednu souměstskou aglomeraci.
Tirana je sídlem albánského prezidenta a vlády. Sídlí zde také okresní soud (albánsky Gjykata e Rrethit Gjyqësor), Nejvyšší soud Albánie (albánsky Gjykata e Lartë e Republikës së Shqipërisë) a také Odvolací soud (albánsky Gjykata e Apelit), Ústavní soud a státní zastupitelství.

## Jméno
K původu jména Tirana existuje několik výkladů:
- od slova Theranda, které je zmiňováno ve starověkých řeckých a latinských dokumentech. Jméno odkazovalo na naplaveniny, přinesené řekami z nedalekých hor;
- od jména hradu Tirkan, které je nejspíše starověkého původu a poprvé je doloženo z byzantských záznamů;
- z řeckého slova Tyros (Τύρος), odkazujícího na zpracování mléka;
- jméno je slovanského původu, obdobně jako např. původ města Trnava;
- od místního obyvatelstva, ze sousloví Të rônë.

## Poloha a přírodní poměry
Město se rozkládá v Tiranské rovině ve střední části Albánie mezi pohořím Dajti na východě a vrcholky pohoří Mali me Gropa směrem k pobřeží Jaderského moře, vzdáleného 36 km od města.
Tirana je vzdálena 501 km severně od Atén, 613 km jihovýchodně od Říma, 131 km jižně od Podgorice, 153 km jihozápadně od Skopje, a 250 km jihozápadně od Prištiny. Město leží na stejné severní šířce jako Neapol, Madrid a Istanbul a na stejné východní délce jako Krakov nebo Budapešť.
Městem protékají říčky Tirana a Lana. Nachází se v něm několik umělých jezer.

## Klimatické podmínky
Tirana leží v nadmořské výšce přes 90 m. Na východ od města se zvedá horský masiv Dajti (1 611 m), z jižní a západní strany obkružují Tiranu vrchy a pouze k severu a severozápadu se otevírá rovina. Podnebí je subtropické středomořské s dešti v zimě a suchým létem.
Průměrná teplota v lednu činí 6,7 °C a 24 °C v červenci. Jara mohou být stejně horká, jako léta. Teplota klesá k bodu mrazu nebo pod bod mrazu velmi zřídkakdy.
Průměrná roční teplota je 16 °C (7 °C v lednu, 24 °C v červenci), roční úhrn srážek se pohybuje kolem 1200 mm. Počet slunečných hodin se pohybuje okolo 2500 ročně.

## Historie
Oblast Tirany byla osídlena již od neolitických dob, což dokládají archeologické nálezy. V roce 520 zde postavil byzantský císař Justinián I. hrad jménem Tirkan, stále ještě se však nejednalo o nějaké velmi významné místo. Během středověku tu vznikaly osady, později vesnice.
Město je zmíněno v dubrovnických dokumentech z roku 1418. První zmínky o vlastnictví a přidělování půdy pocházejí z let 1431 a 1432. Tehdy už celá dnešní Albánie spadala pod Osmanskou říši a začal se zde upevňovat islám. V té době tu bylo 60 sídel, okolo tisíce domů a 7 300 obyvatel. Během následujících sto padesáti let se tato čísla ztrojnásobila; žilo tu 20 000 lidí a stálo 2 900 domů.
V 15. století navštívil Tiranu katolický kněz Marin Barleti, který ve svém spisu Historia de vita et gestis Scanderbegi Epirotarum principis psal o Malé Tiraně a Velké Tiraně. Jednalo se však stále ještě o vesnici.

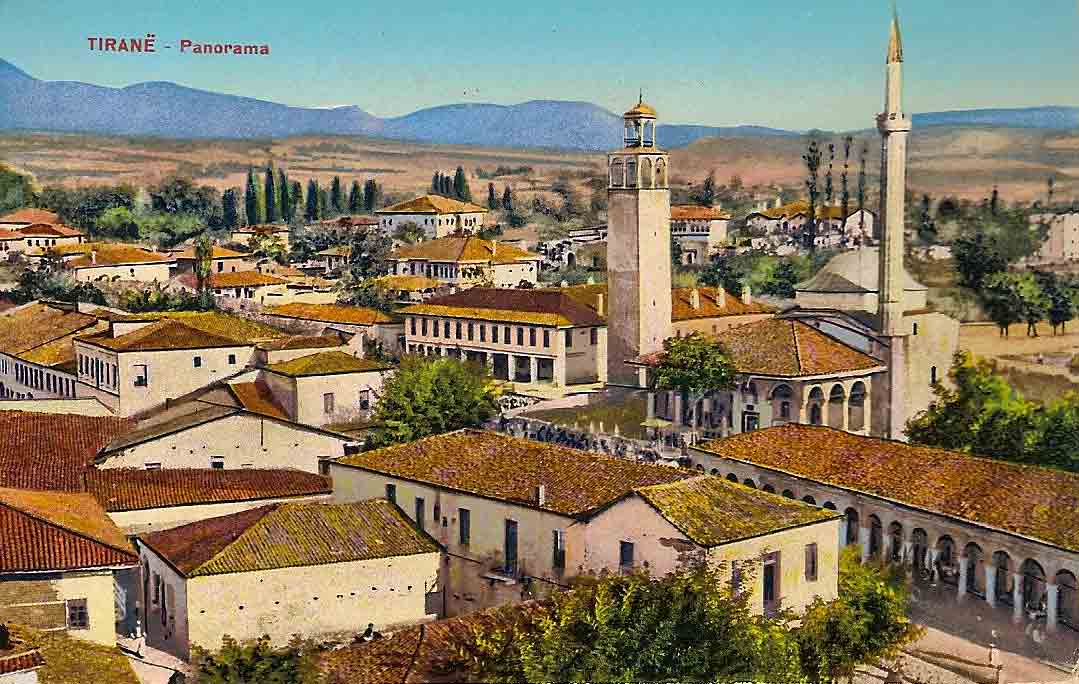
Tirana na počátku 20. století.

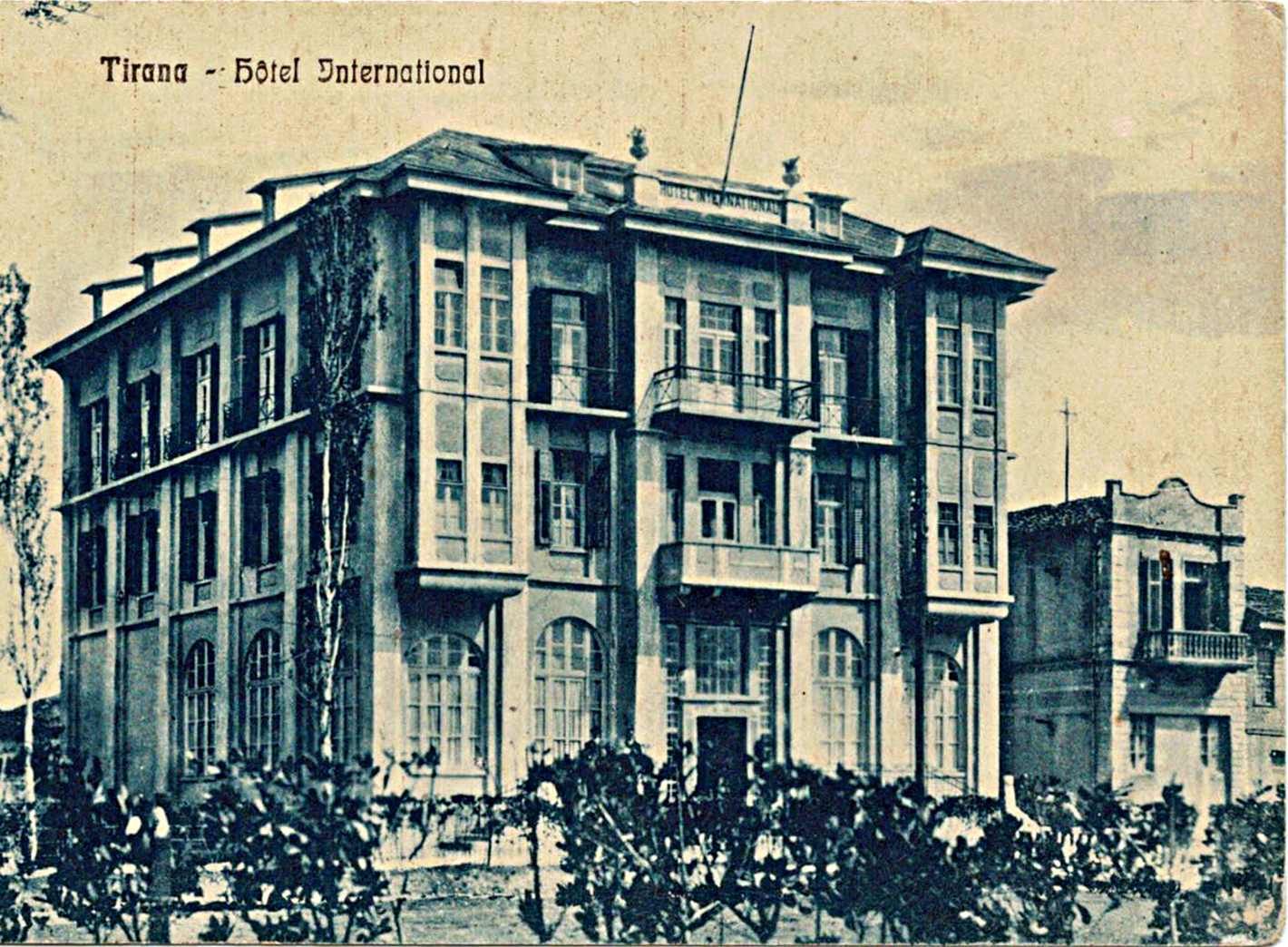
Hotel International před druhou světovou válkou.

Když místní feudál Sulejman Paša Mulleti zde založil osmanské město, vznikla první mešita (dochovala se až do druhé světové války, dnes již neexistuje), hammam (turecké lázně) a tržiště. Stalo se tak v roce 1614. Město se rozvíjelo v pásu od pravého břehu řeky Lany dále na sever směrem k současnému Skanderbegovu náměstí a třídě Rruga e Barrikadave.
Podle zápisků Johanna Georga von Hahn, rakouského diplomata, však měla Tirana tržnici (bazar) a několik vodních mlýnů již z dřívějška. Díky procházejícím obchodním trasám město zvolna rostlo. V roce 1789 (podle jiných zdrojů roku 1820[zdroj?]) byla vystavěna Edhem Beyova mešita, známá městská pamětihodnost.
Od roku 1889 začaly v Tiraně působit první školy, na kterých byl vyučován albánský jazyk.

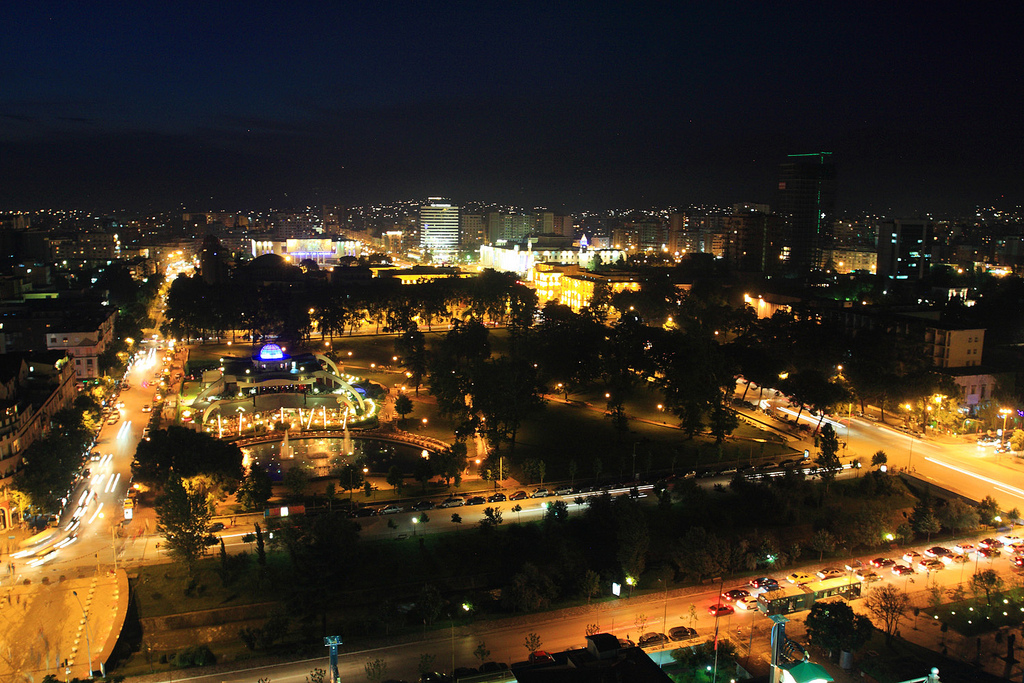
Tirana v noci

Zatímco na začátku 20. století byla Tirana nevýznamným osmanským městem, jakých byly v celém impériu tisíce, rok 1912 (vyhlášení albánské nezávislosti) a později ještě 1920 (8. prosinec) znamenaly přelom: Tirana se stala hlavním městem. Důvodem byla především jeho poloha; dosavadní Drač byl snadno napadnutelný z moře a vnitrozemská Tirana se navíc nachází relativně ve středu země. Tehdy mělo město jen 17 tisíc obyvatel. Politické rozhodnutí o ustanovení nového hlavního města padlo na sjezdu ve městě Lushnjë v lednu 1920. Následně muselo být relativně malé sídlo s nevyhovujícími podmínkami pro státní správu rozsáhle modernizováno. První urbanistický plán pro rozvoj mladé metropole byl připraven již v roce 1923. Další plány na rozvoj města realizovali v druhé polovině 20. let Florestano de Fausto a Armando Brasini, známí architekti Mussoliniho éry v Itálii.
Počet obyvatel města tehdy dosahoval 25 tisíc, před druhou světovou válkou se přehoupl přes třicet tisíc.
Po okupaci Albánie Itálií v roce 1939 a vytvoření loutkového státu byl předpokládán další rozvoj města směrem na jih, k současnému náměstí Matky Terezy a hlavní budově univerzity. Rozšíření moderního středu města dostal za úkol další italský architekt, tentokrát Gherardo Bosio. Rozšíření bulváru bylo uskutečněno s myšlenkou konání velkolepých vojenských přehlídek.
Během války působilo v Tiraně aktivní hnutí odporu, které se pokusilo o atentát na tehdejšího italského krále Viktora Emanuela III. Po založení albánské komunistické strany se město stalo jedním z center boje proti okupaci. Existoval však i nekomunistický odboj v čele s Muharremem Bajraktarim a Myslimem Pezou, kteří konspirovali proti okupantům v jedné z tiranských čtvrtí. Tirana byla v boji osvobozena dne 17. listopadu 1944, kdy byli Němci poraženi a nuceni se stáhnout. Boje trvaly celkem tři týdny.

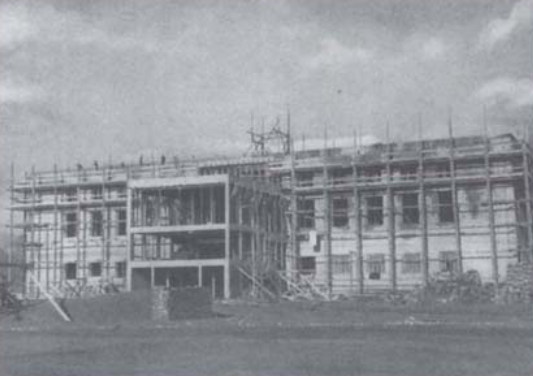
Výstavba nové budovy v Tiraně během fašistické okupace.

V roce 1949 byla do města zavedena železniční trať z přístavního města Drač.
Po vzniku socialistické Albánie se město rozvíjelo nejprve za pomoci Jugoslávie, později Sovětského svazu a nakonec Čínské lidové republiky. Kromě toho byl postaven také první moderní park (Park Rinia). Bourány byly celé čtvrti; zmizel původní orientální bazar (v 60. letech 20. století), vybudovány byly objekty ve stylu socialistického realismu, ale později i moderní architektury a brutalismu. Mezi ně patří např. Národní historické muzeum na Skanderbegově náměstí, dům kultury (jako dar SSSR), hotel International a některé vládní budovy. Moderních výškových staveb vznikalo překvapivě málo ve srovnání s typickou výstavbou východního bloku. Prefabrikace byla použita (na rozdíl od jiných východoevropských zemí) jen omezeně a domy měly většinou dvě až pět podlaží. Jejich výstavba byla prováděna mnohdy prostřednictvím dobrovolnických pracovních brigád.
Město bylo rozsáhle industrializováno, podporován byl zejména strojírenský, obuvnický a textilní průmysl. S pomocí SSSR vznikla např. textilka (označovaná dnes jen jako Kombinat), původně nesoucí název po Stalinovi, včetně jeho sochy. Strojírenské závody pomohlo realizovat Východní Německo. Prostředky na rozvoj průmyslu poskytovalo také Československo.

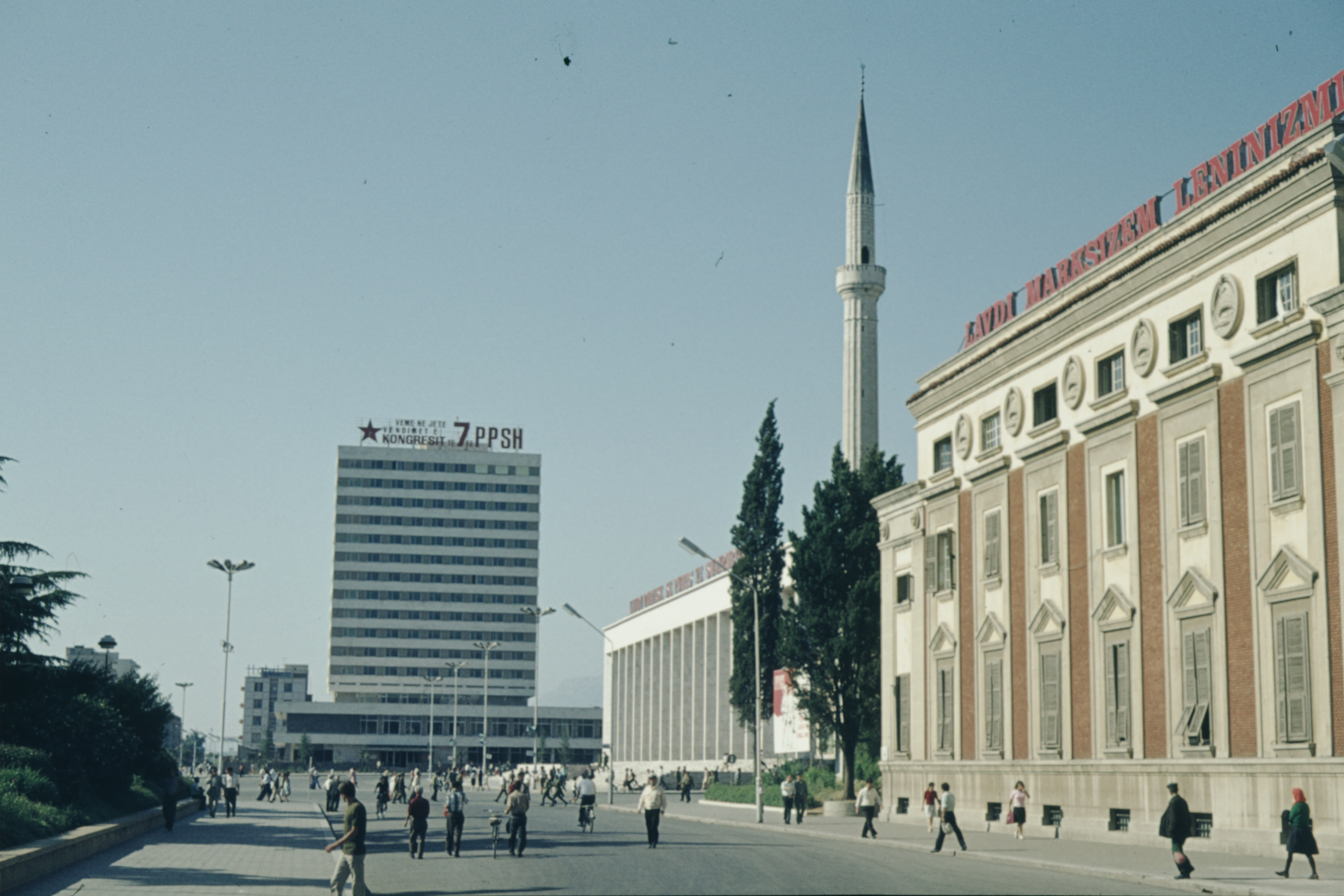
Střed města v roce 1978.

Po inspiraci kulturní revolucí se komunistická Albánie rozhodla zakázat náboženství a prosazovat ve společnosti přísný ateismus. To vedlo k likvidaci zbývajících náboženských objektů, především mešit. Výstavba se soustředila hlavně okolo hlavních tříd, v řadě míst i v centru Tirany zůstaly ještě doby z osmanské éry uvnitř nových bloků. Ačkoliv se město stalo kompaktnějším, vzdálenosti v něm byly kratší (neboť se obyvatelé přesunuli do bytových domů), chronické problémy byly s vytápěním a přeplněností patrových obytných domů. Albánský stát i přes masovou mobilizaci pro potřeby bytové výstavby nebyl schopen zajistit dostatek bytů ve všech městech a především v již tehdy rostoucí Tiraně. Většina budov vznikala s nízkou architektonickou hodnotou aby bylo co nejsnadnější je postavit. Výjimkou je Kadareho dům.
V roce 1972 měla Tirana okolo sto padesáti tisíc obyvatel.
Po smrti Envera Hodži bylo v Tiraně vybudováno jeho mauzoleum jako symbol kultu zemřelého vůdce. Mezi místními je známé jen jako pyramida. Po roce 1991 bylo opuštěno a dnes slouží jako alternativní kulturní centrum. Mezi další brutalistní stavby v Tiraně z této doby patří např. kongresový palác. Na třídě Barikád (albánsky Rruga e barikadave) v centru města vyrostlo několik sedmipatrových bloků.
V roce 1990 došlo k v Tiraně a ve Skadaru k protestům proti politickému vedení země. Vláda na ně reagovala nejprve brutální silou, místní obyvatelé však začali rychle hledat útočiště na zastupitelských úřadech západních zemí. Na podzim téhož roku protestovali v Tiraně i studenti. V polovině prosince 1990 souhlasila albánská vláda se vznikem nezávislých politických stran i organizací. Dne 20. února 1991 byla stržena socha Envera Hodži. Politické změny provázely i demonstrace a turbulentní události. Stovky až tisíce Albánců vzaly ztečí velvyslanectví západních zemí v naději na odchod z vlasti.
Po revoluci z roku 1992, kdy byl socialismus v Albánii svržen, se město začalo pozvolna otevírat Západu. Objevila se první auta, náboženská liberalizace umožnil, aby vyrostly nové mešity a kostely. V roce 2003 byla např. dokončena římskokatolická katedrála sv. Pavla. Zničena byla řada původních domů, krachujících továren a průmyslových závodů v okolí města. Objevili se rovněž zahraniční investoři a s nimi kancelářské budovy. Město navštívila také Matka Tereza. V 90. letech však byly běžné ještě rozpadlé ulice a aut se pohyboval po ulicích stále jen malý počet. V roce 1995 dosáhl počet obyvatel města 240 tisíc. Ještě v posledních letech socialistické Albánie byla Tirana vnímána jako město s nejlepšími podmínkami k životu, což vedlo k rychlému procesu sestěhování obyvatel z velké části Albánie (ať už z měst nebo venkova) právě do metropole. Na rychlo vyrůstala celá satelitní předměstí (jako např. Kamëz severně od města, Babruja západně od města nebo Yzberish jihozápadně od Tirany). Do roku 2008 se počet obyvatel Tirany téměř zdvojnásobil. Tato skutečnost spolu s postupným rozpadáním městské infrastruktury vedla k přeplnění místních škol, poničeným parkům a komunikacím.

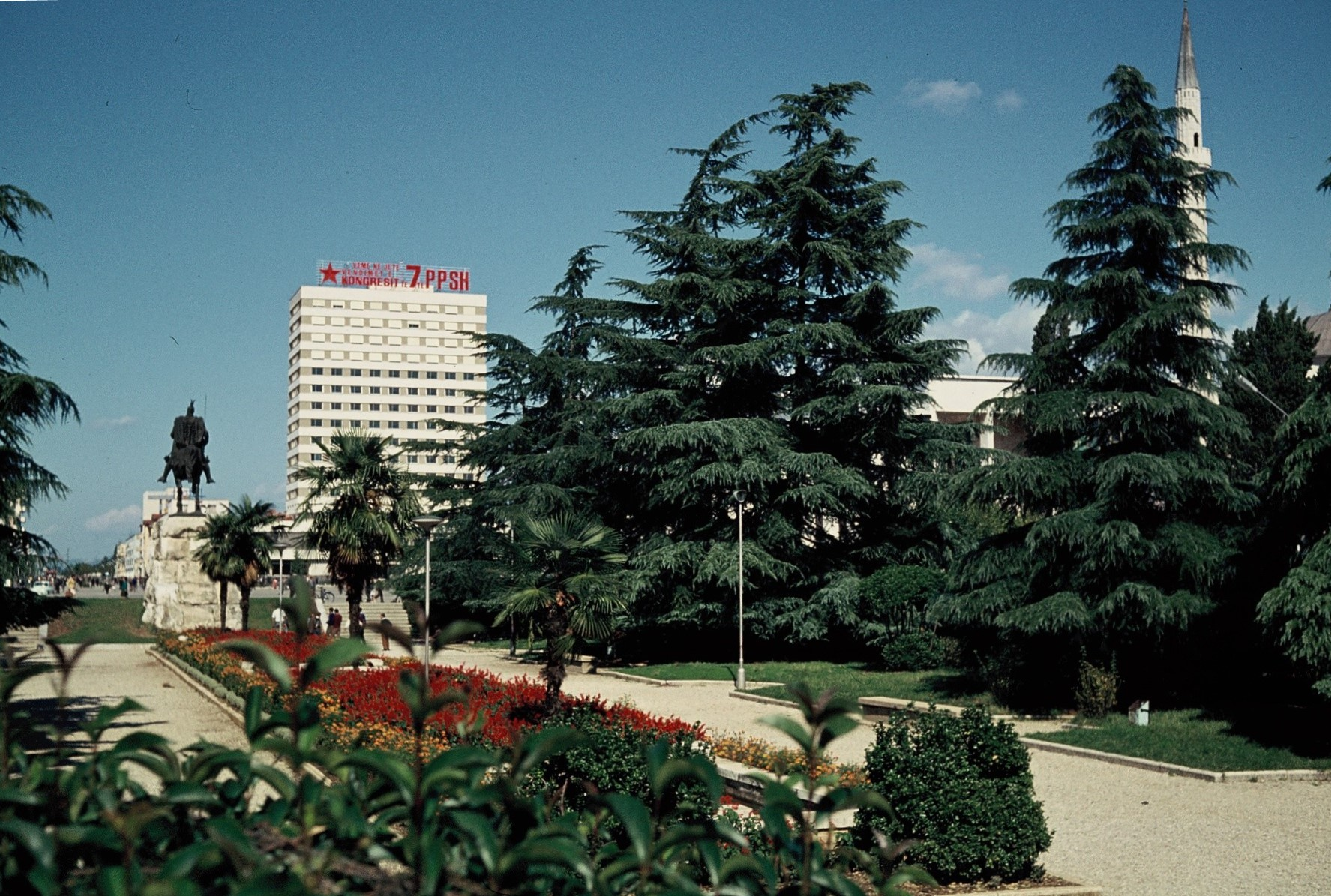
Střed města v 70. letech 20. století. Hotel Internacional a Skanderbegova socha na Skanderbegově náměstí jsou dobře patrné.

Ulice Tirany v roce 1988.

Zoufalý technický stav obytných budov v centru města z 50. let 20. století byl řešen jednak jejich rekonstrukcí, také však i úpravou fasád. Nevzhledné hnědé a šedé bloky nařídil tehdejší starosta města Edi Rama natřít pestrobarevnými barvami, čímž získal pozornost v západních médiích a popularizoval město. Tirana také trpí rozšířenou nelegální stavbou domů, která omezuje efektivitu územního plánování a předvídatelného rozvoje města. K principům územního plánování panovala dlouhodobá nechuť, neboť u řady obyvatel vyvolávaly vzpomínky na plánované hospodářstí. Během volebního období Ediho Ramy jako starosty byly učiněny první kroky k omezení nelegální výstavby. Nové hotely např. vznikaly a vznikají v podhůří národního parku Dajti. Edi Rama vedl proti nelegální výstavbě rozsáhlou kampaň; nechal rovněž zmodernizovat údolí řeky Lany, které bylo po roce 1990 ve velmi špatném stavu.
Rychlý stavební boom neumožnil ani tolik příchod zahraničních investorů, jako spíše finanční prostředky, zasílané Albáncům z diaspory. Jejich objem byl na přelomu 20. a 21. století značný. Teprve až se stabilizací situace v zemi v 21. století se začal zvyšovat objem investic ze strany globálních firem.
Na počátku 21. století prošla Tirana radikální přeměnou a přestavbou. Jednotlivé bulváry v centru města byly upraveny a rozšířeny. Hlavní výzvou se stal rychlý nárůst automobilismu, který si vyžádal nové dopravní stavby, průtahy, kruhové objezdy, dálnice a mimoúrovňová křížení. Modernizováno bylo rovněž letiště. Střed města se naprosto proměnil; v druhé dekádě 21. století bylo Skanderbegovo náměstí upraveno jako pěší zóna bez automobilové dopravy. Za rekonstrukci obdrželo město Tirana mezinárodní cenu za nejlépe řešený veřejný prostor. V širším centru začaly vyrůstat výškové budovy, mezi které patří např. The Plaza Tirana (dokončena v r. 2015), 4 Ever Green Tower nebo Rajfi Residence a další. Jejich růst je však mnohdy nekontrolovaný a město jej plánuje do roku 2030 podřídit přísnějšímu plánování. Radnice se rozhodla zakázat výstavbu nových bloků domu u hlavního (Skanderbegova) náměstí, což nicméně přesunulo developerské tlaky do jiných částí Tirany (např. jihovýchodně do lokality Blloku, kde dříve žili představitelé komunistického režimu).
Živelný rozvoj lze vysledovat i do okolí první albánské dálnice, která spojuje Tiranu a nedaleký přístav Drač a pro který se vžilo označení Durana. Okolí dálnice vyplnila řada skladů, hospodářských budov a dalších objektů, které původně zemědělskou krajinu transformovaly do rozsáhlé servisní zóny pro albánskou metropoli. Souvislá zástavba se směrem na západ, resp. severozápad táhne až po obec Vorë, která byla tímto značně suburbanizována.
Metropole se také rozhodla přebudovat hlavní nádraží, které bylo v neutěšeném stavu. Namísto něho vznikla Nová třída (albánsky Bulevardi i Ri) a v její blízkosti by mělo vzniknout jak nové nádraží, tak i nová radnice. Prostor bývalého nádraží potom vyplní okolo ulice opět výškové budovy. Podle některých projektů by mělo být přebudováno i kompletní okolí řeky Tirany (která teče severně od středu města). Nový urbanistický plán města byl v roce 2016 svěřen Stefanu Boerimu.
Dalším problémem města na začátku 21. století bylo problematické životní prostředí, především hospodaření s odpady a kvalita ovzduší. Špatné ovzduší ovlivnil především velký počet aut a jejich neutěšený technický stav. V roce 2019 byl proto zakázán v celé Albánii dovoz aut vyrobených před rokem 2005.
V závěru roku 2019 byla Tirana zasažena zemětřesením. To způsobilo poškození nejméně 300 budov. Místní média informovala, že více než 100 lidí bylo zraněno, někteří utrpěli vážná zranění. Albánské ministerstvo hovořilo o nejhorším zemětřesení v Albánii za celá desetiletí.

## Obyvatelstvo
Dle sčítání lidu v roce 2011 měla albánská metropole celkem 418 495 obyvatel. Předpokládá se, že okolo roku 2021 počet obyvatel města přesáhl mety pěti set tisíc.
Hustota osídlení dosahovala hodnoty 502/km2. Tato hodnota je nižší ve srovnání s velkými městy především díky značné rozlehlosti parku Dajti na východě města, který je součástí území metropole. Tirana je i rozlohou největším městem v Albánii. Širší aglomerace, která zahrnuje i přístavní město Drač a další města v okolí, čítá až jeden milion obyvatel, zhruba třetinu veškerého obyvatelstva země.
Obyvatelstvo Tirany je etnicky homogenní, k albánské národnosti se přihlásilo v posledním sčítání lidu (2011) 84,1 % Tiraňanů.
Počet obyvatel města zaznamenává již od roku 1990 dramatický nárůst. V důsledku nepříznivé hospodářské situace Albánie v 90. letech i v následujících dekádách se značně zvyšoval počet přistěhovalců z celé země, kteří ve městě hledali pracovní uplatnění. Celkový obyvatel města roste od roku 1989 průměrným tempem 2,7 % ročně.
55,7 % obyvatel města se hlásí k islámu, 11,8 % ke křesťanství (5,4 % Římskokatolická církev, 6,4 % pravoslaví). Po roce 1990 byla v Tiraně vybudována řada nových mešit a chrámů, včetně ortodoxní (chrám Vzkříšení) i katolické katedrály (sv. Petra). V rámci struktur Římskokatolické církve spadá metropole Albánie pod arcidiecézi Tirana a Drač.

## Kultura a památky

### Pamětihodnosti
Uprostřed města se nachází velké Skanderbegovo náměstí se sochou albánského národního hrdiny a historická Edhem Beyova mešita ze 17. století, která byla jako jedna z mála ušetřena rozsáhlých politických i stavebních změn.
Nedaleko od mešity se nachází hodinová věž (albánsky Kulla e Sahatit, postavená v roce 1830), budovy ministerstev z 30. let 20. století a vládní budovy z 60. let.
Dále od náměstí na hlavní třídě, mezi novými budovami ze skla a oceli, se nachází výše uvedené mauzoleum Envera Hodži. V 80. letech bylo postaveno jako velkolepá budova za 200 milionů USD.[zdroj?] Dnes svůj účel neplní a budova chátrá; vláda ji měla v úmyslu přeměnit na centrum digitálních technologií. Přestavba byla zahájena roku 2021. Další ukázkou architektury této doby je sjezdový palác.
Na jižním okraji města je pak univerzita a univerzitní park z roku 1957.
V centru se mezi univerzitou a Skanderbegovým náměstím nachází ještě bývalá vládní, resp. diplomatická čtvrť (albánsky Blloku). Tato část města byla za komunistického režimu obyčejným lidem uzavřena. Dochovala se zde také bývalá vila Envera Hodži.
Východně od středu města se v jeho blízkosti dochoval starý turecký most (albánsky Ura e Tabakëve).
Jedinou dochovanou antickou památkou města je v roce 1972 objevená Tiranská mozaika (albánsky Mozaiku i Tiranës). Nachází se v západní části města v nově postaveném, ale původně římském domě pravděpodobného pěstitele vína. Dílo vzniklo ve 4. až 5. století n. l. poté, co byla vila přeměněna na baziliku.
Jednou z nejdůležitějších památek v širším okolí Tirany je pevnost Petrela, která vznikla na počátku byzantského období v blízkosti původní silnice, vedoucí do Elbasanu. Další důležitá pevnost se nachází ve městě Preza.

### Kulturní instituce
Jednou z dominant náměstí je budova národního historického muzea s nápadným průčelím, které tvoří mozaika v duchu socialistického realismu. V jeho blízkosti je také archeologické muzeum na třídě Mučedníků národního osvobození.
V Tiraně také sídlí Národní umělecká galerie (albánsky Galeria Kombëtare e Arteve) a Národní vědecké muzeum Sabihy Kasimati. Od roku 2015 působí v Tiraně rovněž Muzeum bektašijského řádu. V méně nápadné budově, známé též jako dům listí, je umístěno Muzeum sledování tajnou policií Sigurimi (albánsky Muzeu i Përgjimeve të Sigurimit të Shtetit).

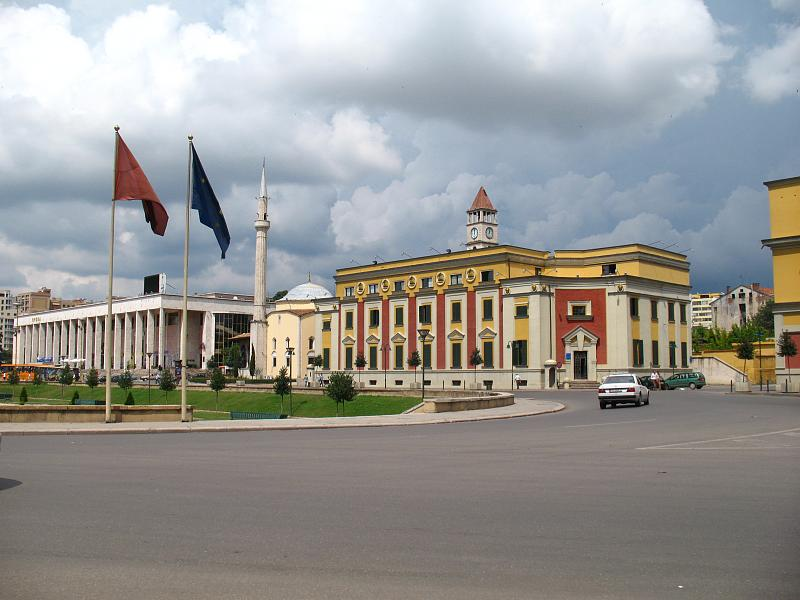
Radnice na Skanderbegově náměstí
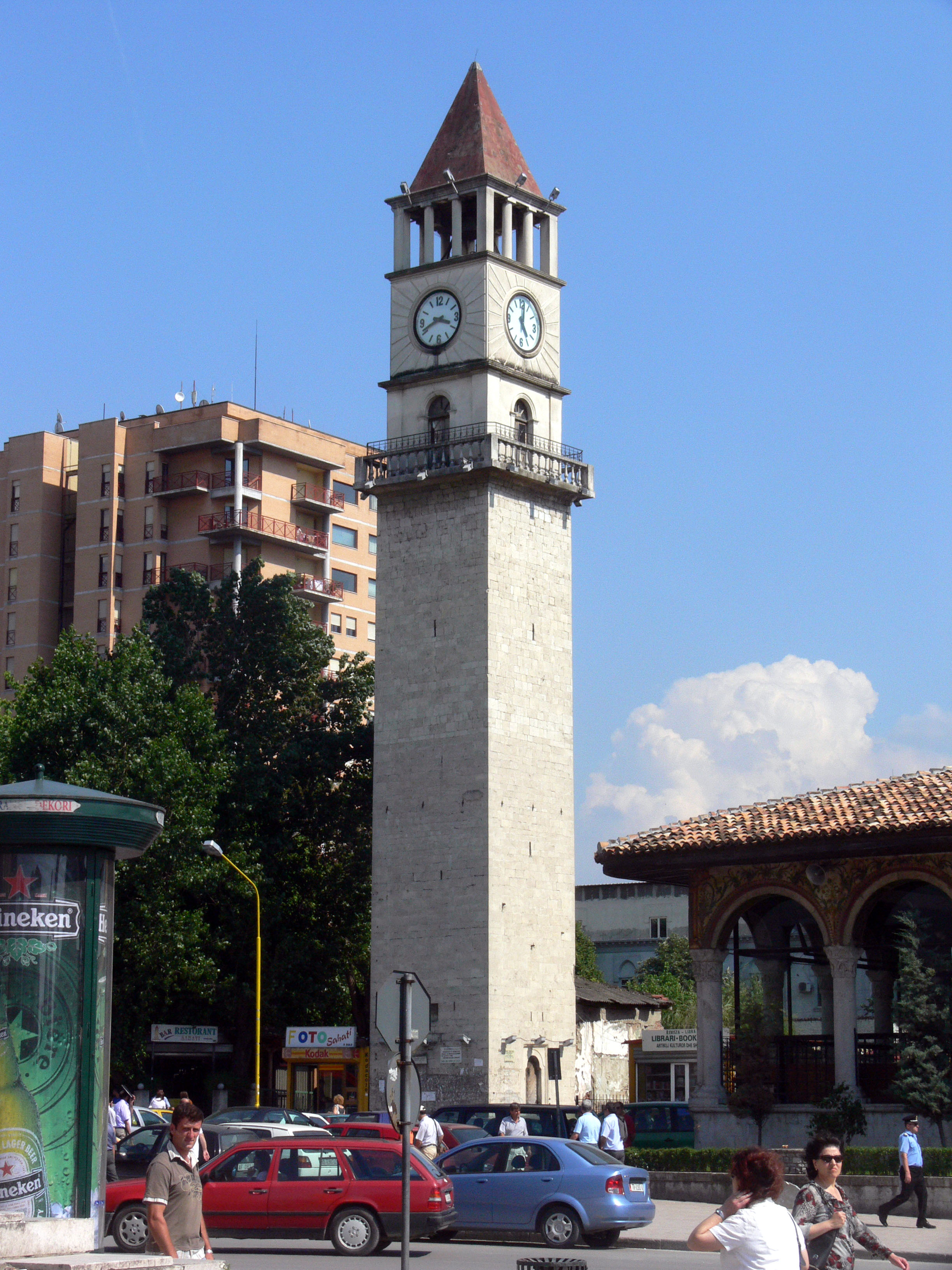
Hodinová věž
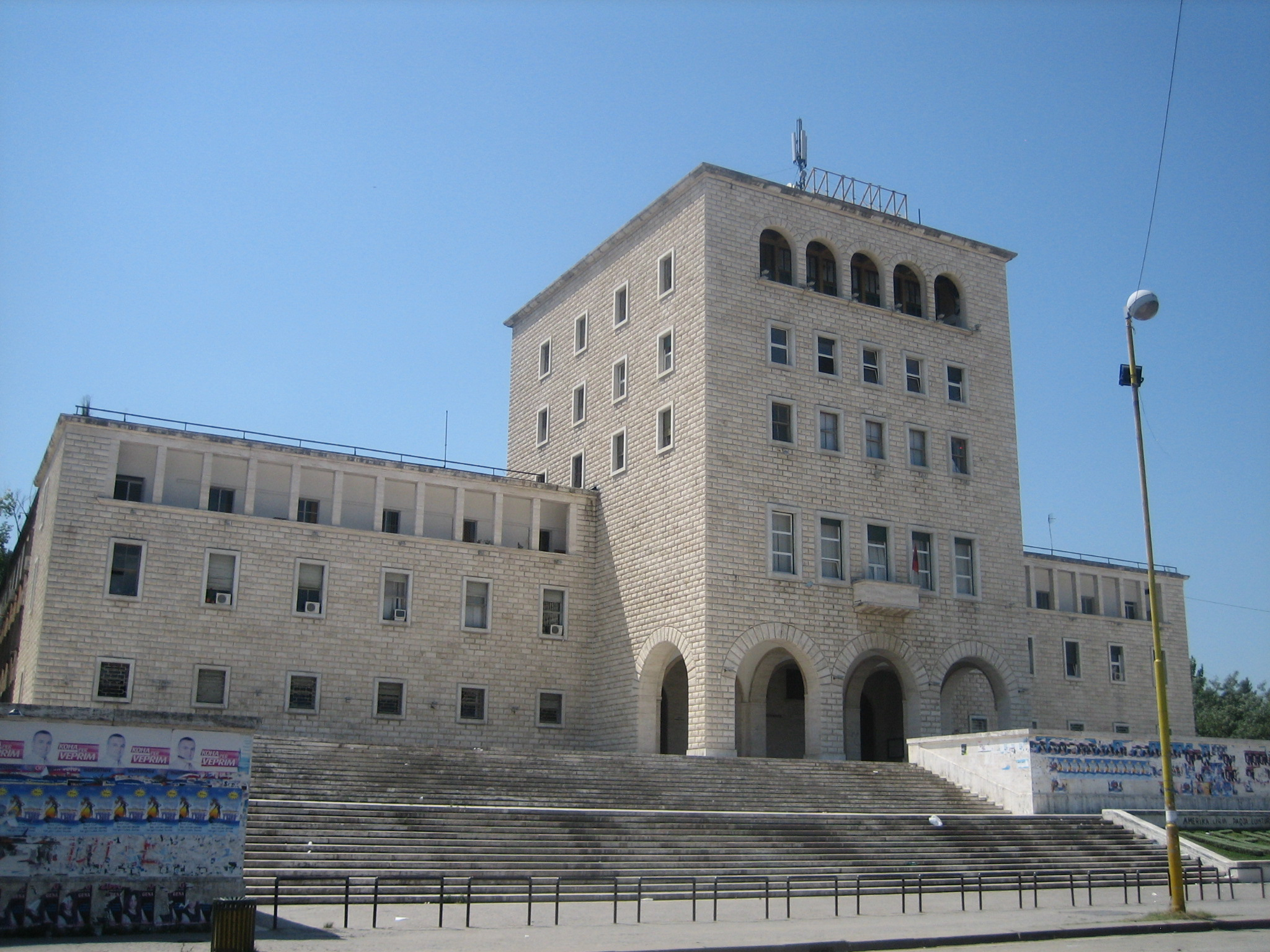
Tiranská univerzita.
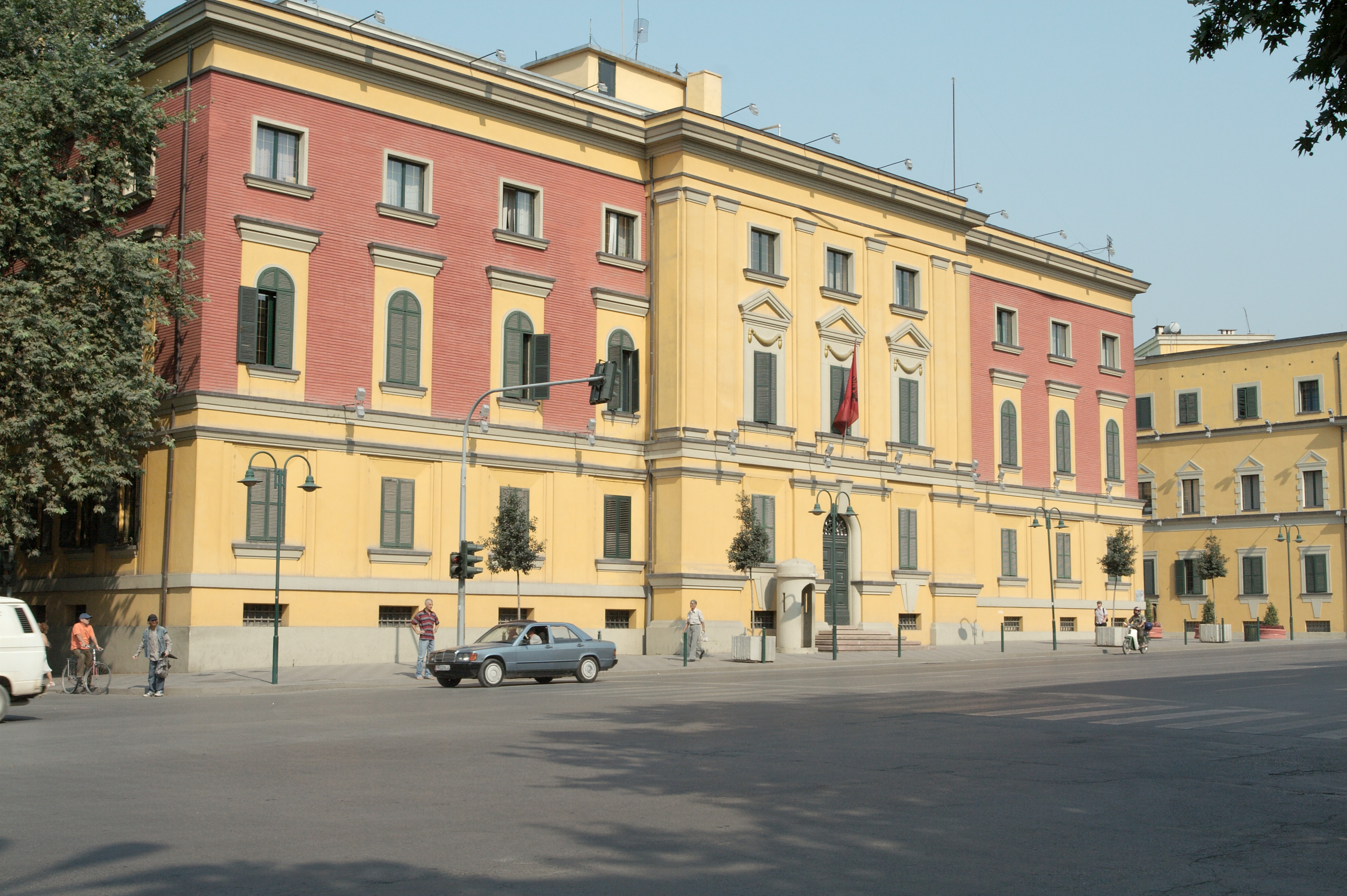
Budova ministerstva financí
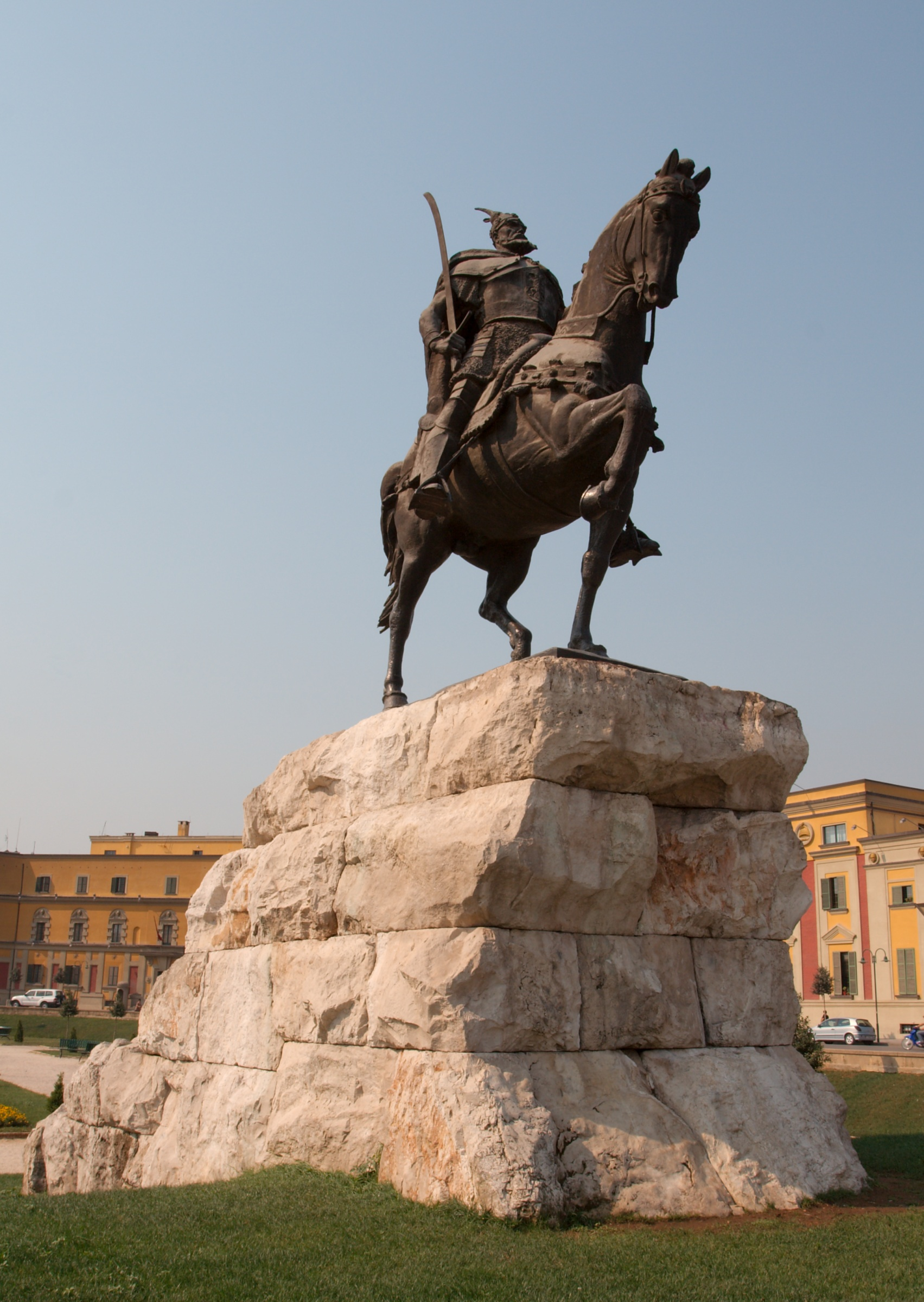
Skanderbegův památník
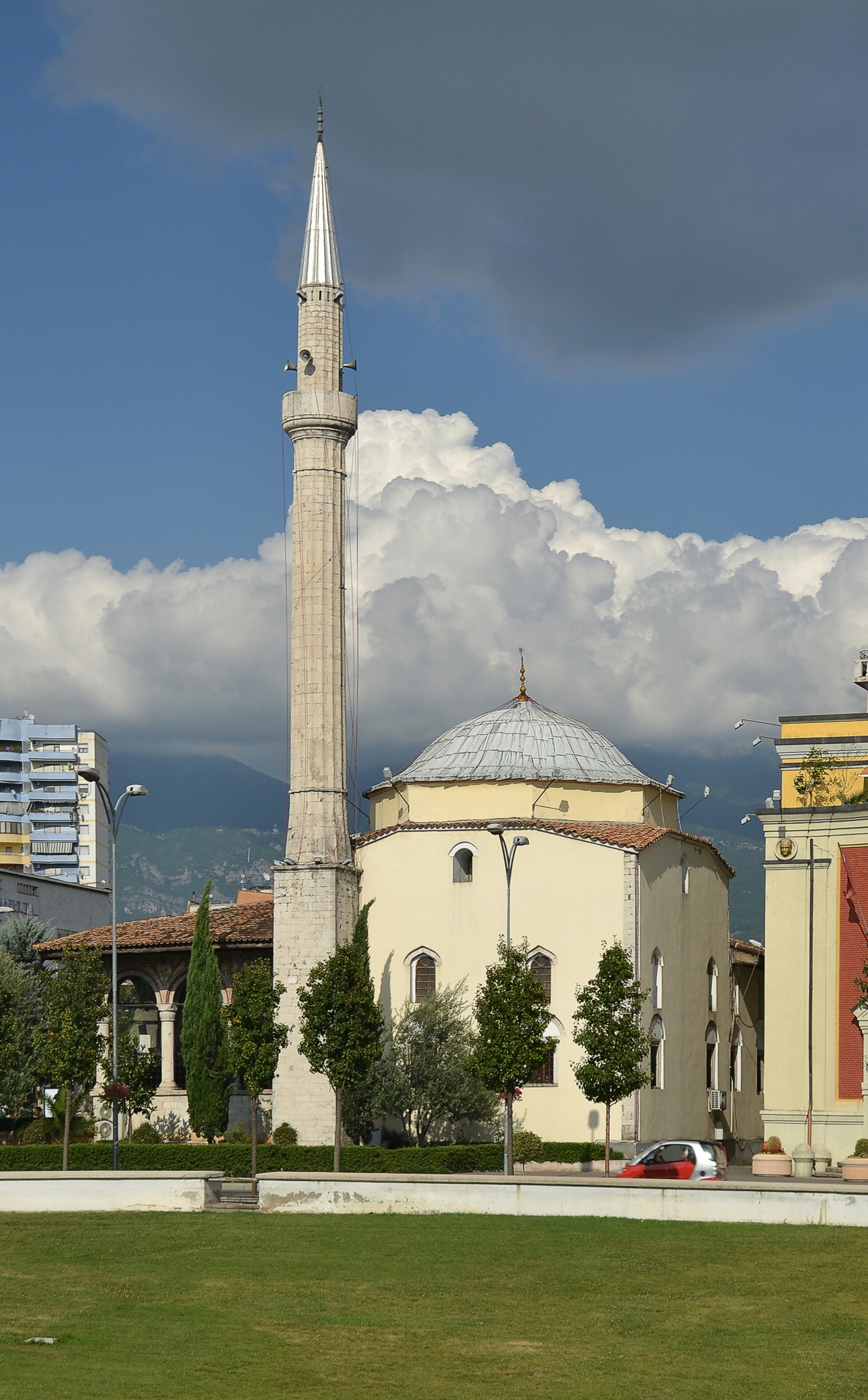
Edhem Beyova mešita
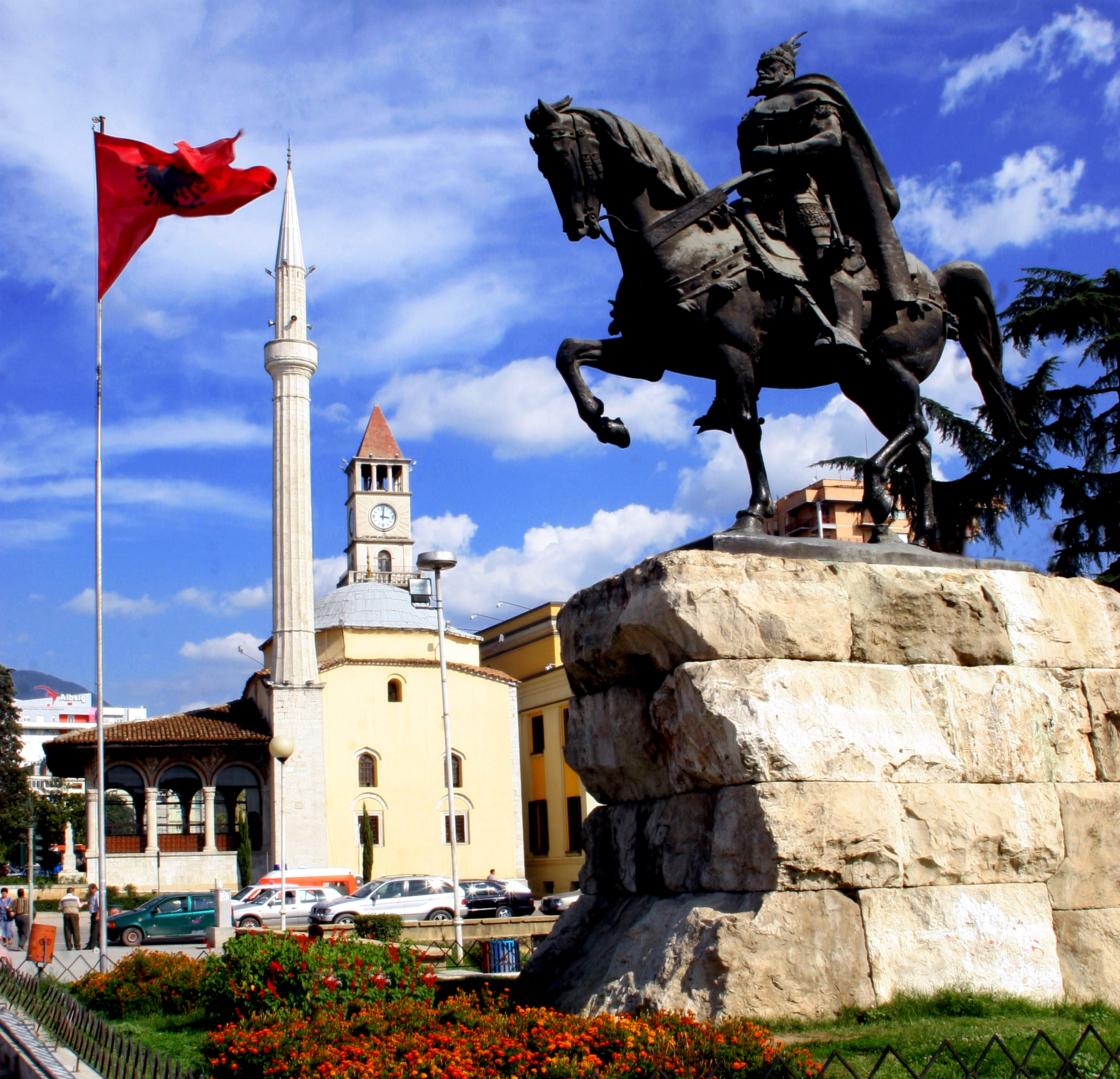
Skanderbegovo náměstí
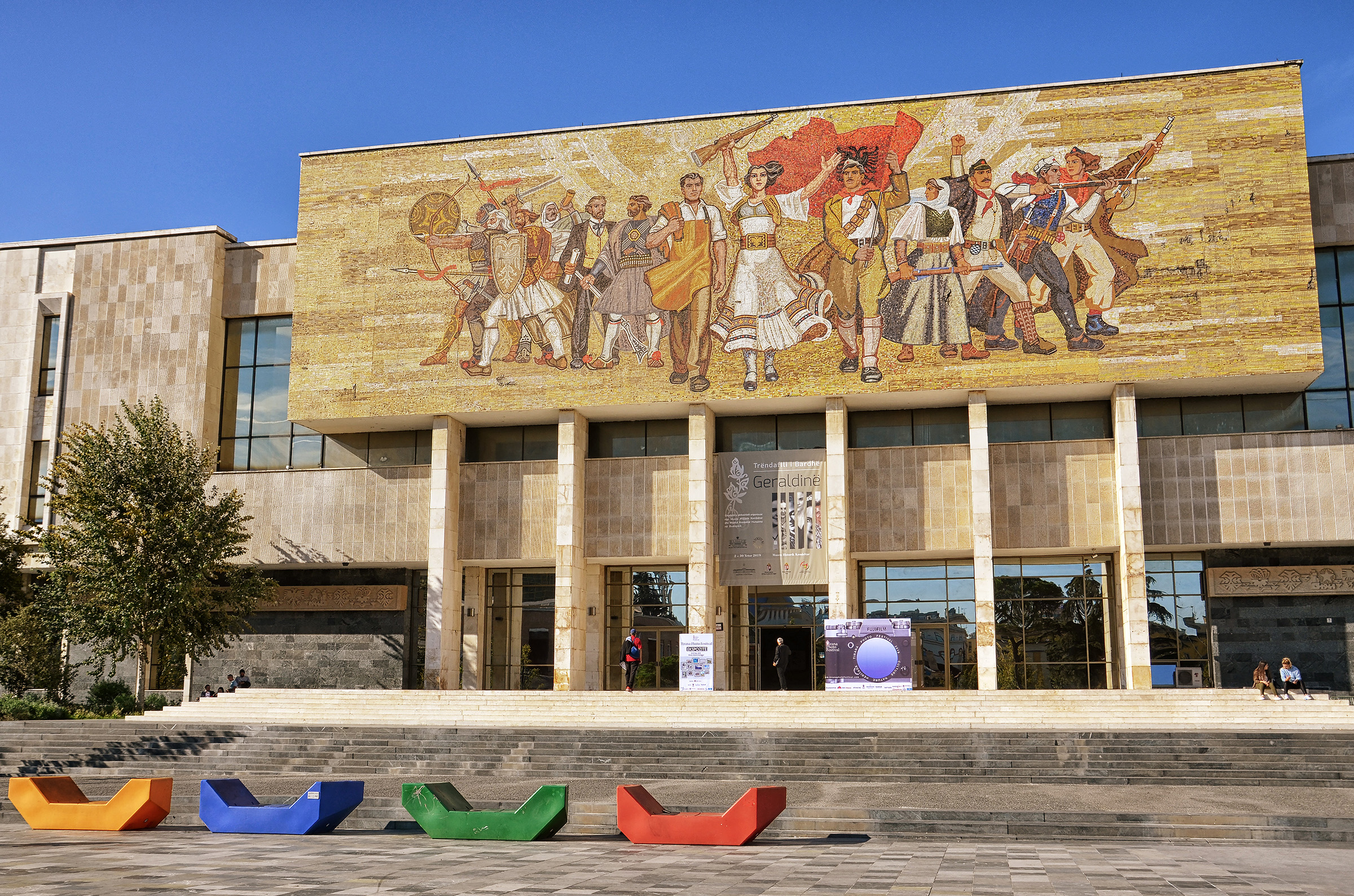
Národní historické muzeum.
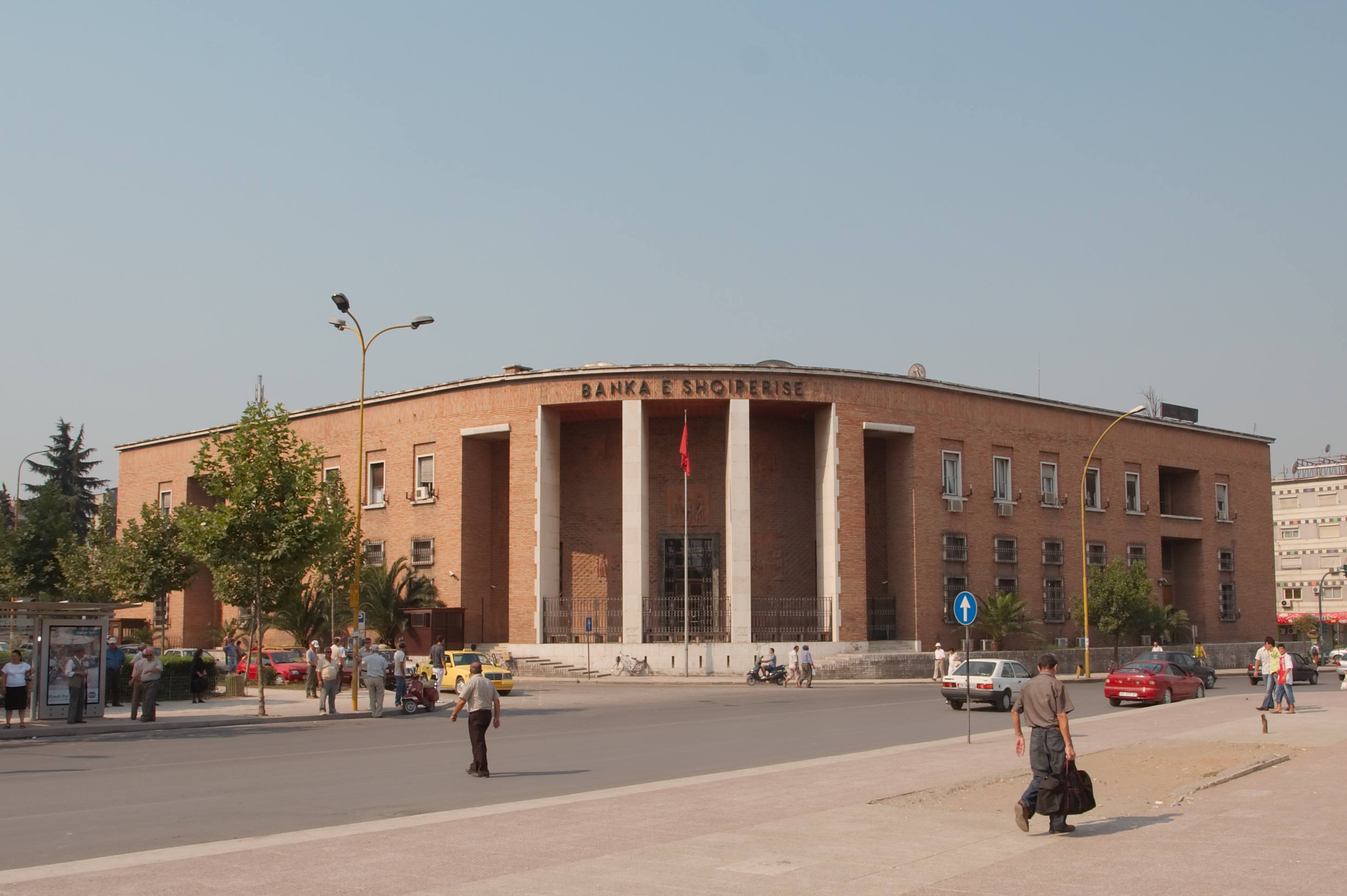
Národní banka.
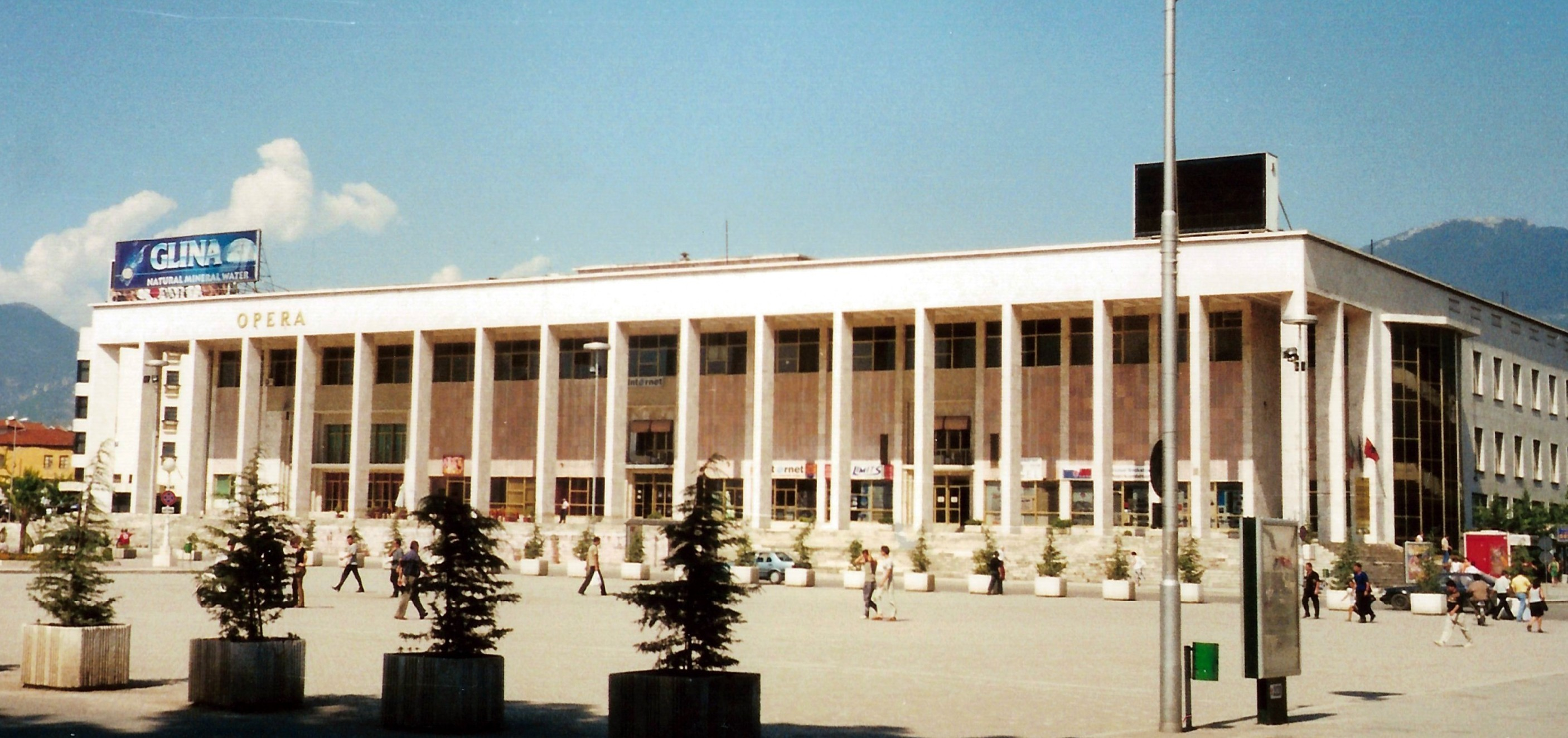
Dům kultury.
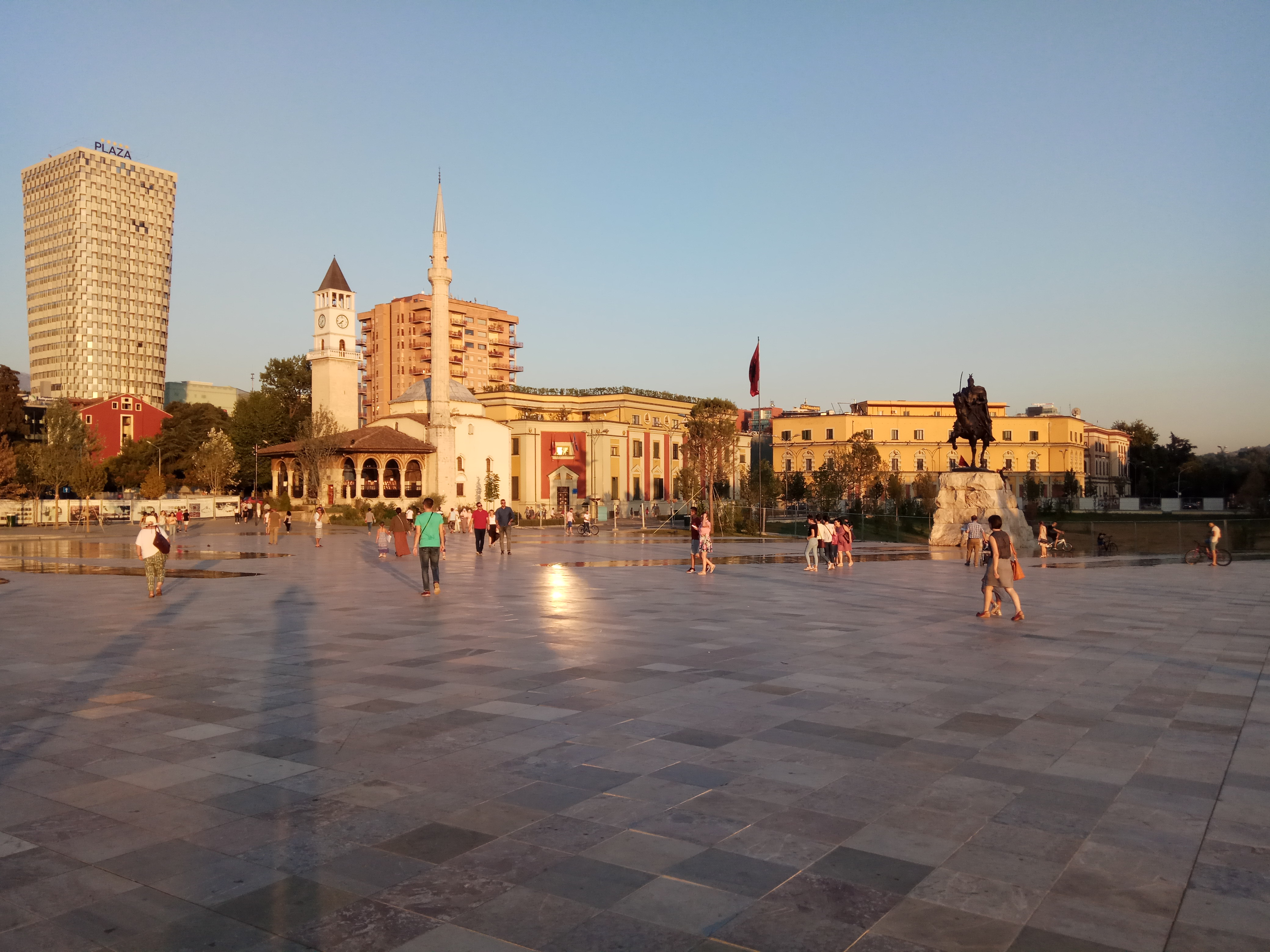
Skanderbegovo náměstí

## Samospráva města

Původních deset správního obvodů města.

V čele Tirany stojí starosta města spolu s městskou radou. Zastupitelstvo Tirany má 61 členů, kteří jsou voleni na období čtyř let. Vedení města rozhoduje ve věcech rozpočtu města, zahraniční orientace a reprezentace a vztahů mezi městem a albánskou vládou. V zastupitelstvu města je zřízeno 14 výborů.
Tirana se dělí na 24 městských částí, z nichž každá má svého starostu a radu. Historicky mělo město 11 správních obvodů, které byly po roce 2015 územní reformou doplněny o další městské části, kterými jsou Baldushk, Bërzhita, Dajt, Farka, Kashar, Krraba, Ndroq, Petrela, Peza, Shëngjergj, Vaqarr, Zall-Bastar a Zall-Herr.
Současným starostou města je od roku Erion Veliaj za Socialistickou stranu.

## Školství
Výuka na základních školách v albánském jazyce byla zahájena na přelomu 19. a 20. století. V roce 1957 získala Tirana první univerzitu. V roce 1990 byla provedena reorganizace vzdělávacího systému, na jejímž základě byla školní docházka prodloužena z 8 na 10 let. V 90. letech však školství strádalo především kvůli ekonomickým problémům a obecně špatné stabilitě albánského státu, různým krizím, skandálům apod. Panoval velký nedostatek učebnic, řada škol nedokázala efektivně fungovat a problém se podařilo vyřešit až díky pomoci, kterou poskytla nedaleká Itálie.
Na konci 90. let byla řada tiranských škol rekonstruována. Technický stav budov byl po několika desítkách let Hodžova režimu ve velmi špatném stavu.
V současné době se ve městě nachází 64 základních škol a 19 škol středních. Kromě jedné původní a státní vysoké školy vznikla celá řada soukromých univerzit a institucí, do nichž dojíždí do Tirany (nebo odchází studovat) velký počet albánských studentů. Tiranská univerzita má okolo 35 tisíc studentů, některé další vysoké školy mají přes deset tisíc posluchačů a soukromé školy několik stovek až tisíců. Některé školy připravují studenty na vysokoškolská studia v nedaleké Itálii.

## Ekonomika

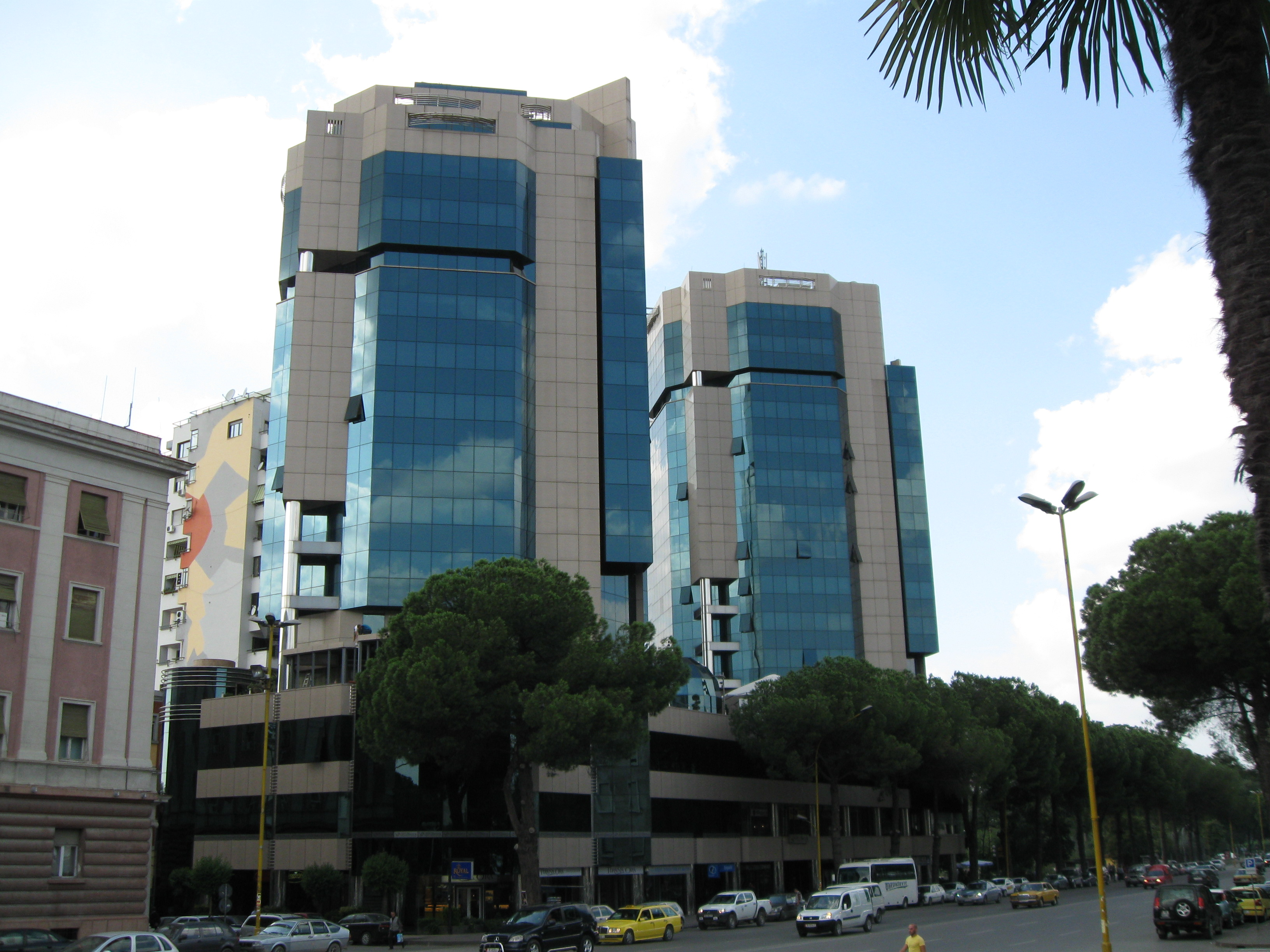
Výškové budovy v Tiraně.

Tirana představuje hospodářské centrum země. Je rychle rostoucím regionem se značnou mírou industrializace. V druhé polovině 20. století bylo centrem rozvoje řady průmyslových podniků, z nichž většina ale nepřežila transformaci v 90. letech. Dnes většina lidí, tedy 68 % práceschopného obyvatelstva, je zaměstnaná v terciární sféře (službách). 26 % lidí pracuje v průmyslu, 5 % v primárním sektoru (zemědělství apod.) V roce 2006 činila nezaměstnanost 13 %.
Město je také finančním centrem země, sídlí zde Národní banka Albánie a albánská burza. Město je domovem rovněž většiny komerčních bank, které v zemi působí, např. Banka Kombëtare Tregtare, Raiffeisen Bank, Credins Bank, Intesa Sanpaolo Bank a Banka Tirana.
Díky mezinárodnímu letišti začalo být atraktivní jako hlavní město i jako turistická destinace, ačkoliv není tolik oblíbené, jako některé lokality např. na albánské riviéře. V roce 2022 počet návštěvníků vyrovnal statistiku za rok 2019 před pandemií nemoci COVID-19.

## Sdělovací prostředky
V Tiraně sídlí celostátní veřejnoprávní televize, řada rozhlasových stanic, jsou vydávány početné novinové tituly i časopisy. Rádio Tirana vysílá z albánské metropole již od roku 1938. Od roku 1952 bylo schopné díky vysoce výkonnému vysílači pokrýt značnou část Evropy. Albánská televize zahájila vysílání v roce 1960.
V letech 1945 až 1990 byla místní média plně pod kontrolou tehdejší vlády a jejího politického vedení. Neexistovala svoboda tisku; místní obyvatelstvo často poslouchalo rozhlasové stanice z Itálie nebo tehdejší Jugoslávie. Albánská vláda se snažila tento signál neutralizovat pomocí různých rušiček.
Po roce 1990 došlo k rychlé liberalizaci a vzniku nezávislých médií. Začaly vysílat soukromé televizní a rozhlasové stanice, vycházely první nezávislé noviny. V současné době jsou jednotlivé mediální kanály i politicky orientovány; televizní kanál Top Channel je označován jako levicový, televizní stanice Klan zase jako pravicová a konzervativní.

## Doprava

### Železniční doprava

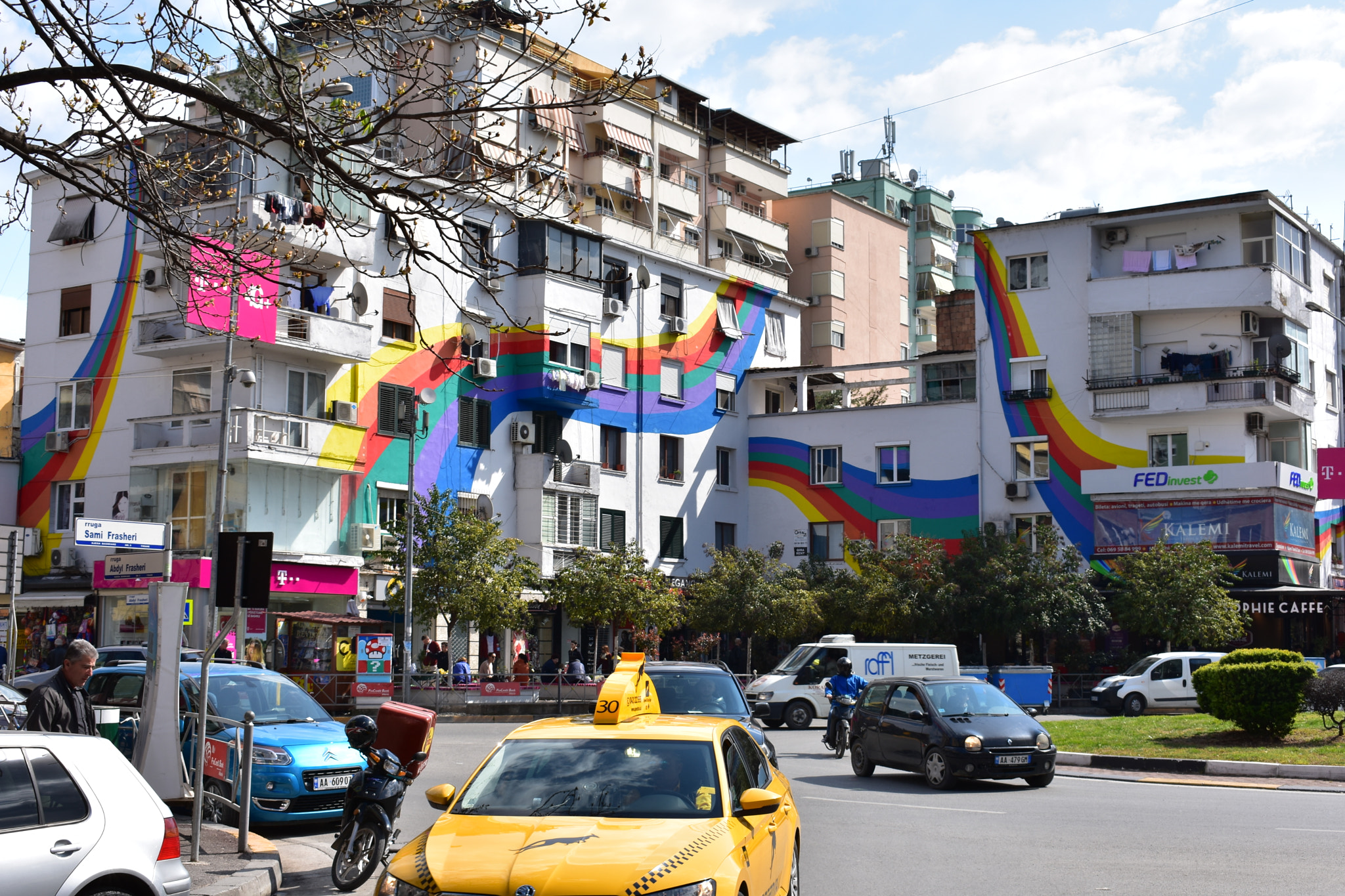
Rušná křižovatka v Tiraně.

Tirana je jedním z prvních měst, kam byla v Albánii zavedena železnice. V současné době však trať však není často využívána pro osobní dopravu. Hlavní nádraží v Tiraně je dlouhodobě přestavováno a je mimo provoz, trať byla zkrácena. Nová stanice, resp. v podobě multimodálního dopravního uzlu, by měla vyrůst v prostoru Mezez-Füshe,
Albánské železnice (Hekurudha Shqiptare) nicméně provozovaly několik desetiletí přímé železniční spojení z Tirany do Drače, Skadaru, Elbasanu a Vlory na pobřeží Jónského moře.

### Silniční doprava
Silniční síť města je radiální; hlavní tahy vycházejí z hlavního (Skanderbegova) náměstí do okolních měst. Doplňují je tři městské okruhy, některé z nich nicméně nebyly ještě dokončeny nebo jsou budovány. Radiální silnice se s okruhy kříží v hustě osídlených částech města, kde se nacházejí velké křižovatky (úrovňové nebo mimoúrovňové) nebo kruhové objezdy.
Do Tirany směřuje několik hlavních silničních tahů v Albánii a také řada dálnic, které byly vybudovány po roce 1990 Město tak má dálniční spojení s přístavním městem Dračí s Elbasanem (dálnice A3) a plánováno je rovněž prodloužení dálnice A1 směrem na sever do Skadaru. Jihozápadní obchvat města, který umožňuje plynulé spojení ze silnice SH2 od Drače na dálnici A3 směrem k Elbasanu mimo centrum města, byl dokončen v září 2017. Další části obchvatu byly realizovány na jihovýchodě města a do roku 2030 byl plánován i vznik severního a východního obchvatu Tirany. Nové silniční stavby se snažily snížit velkou zátěž na dlouhodobě podinvestovanou silniční síť. Tirana je městem, kde jsou velmi časté dopravní zácpy.

### Letecká doprava
Tirana má vlastní mezinárodní letiště, které se nachází severozápadně od jeho středu, v lokalitě mezi Tiranou a přístavním městem Drač. Po velmi dlouhou dobu to bylo jediné mezinárodní letiště v Albánii. Zajišťuje pravidelná spojení do různých měst v Itálii, Německu, Rakousku, Slovinsku, Srbsku, Řecku a Turecku. V roce 2012 využilo letiště téměř 1,7 milionu cestujících.

### Městská doprava
Městskou dopravu zajišťují pouze autobusy, převážně starší použité modely pořízené z jiných měst Evropy. Denně je v Tiraně vypravováno okolo 250 až 260 autobusů. Pro potřebu autobusové dopravy město vyhradilo řadu pruhů na hlavních třídách. Pravidelná síť autobusové dopravy se rozpadla po roce 1992 a na nějakou dobu ji nahradily minibusy provozované různými soukromými subjekty. Provoz minibusů v centru města byl zakázán roku 2004.
V roce 2012 si město Tirana nechalo vypracovat studii na výstavbu dvou nových tramvajových tratí, které by měly celkovou délku 16,7 km. Zajistily by dopravu i do vzdálenějších částí, kde je frekvence autobusových spojů nižší. Obě linky by se měly křížit na Skanderbegově náměstí. Plán pro udržitelnou mobilitu města Tirany z roku 2011 počítal při dostatečném množství investic s myšlenkou výstavby městské dráhy z centra Tirany k letišti.
Na vrchol hory Dajti vede lanová dráha. Byla dokončena v roce 2005. Lanovka postavená rakouskou společností nabízí rychlou a pohodlnou alternativu k úzké a klikaté horské cestě. Oblíbená destinace pro Tiraňany nabízí široký výhled na město a okolí.
V roce 2018 byla ve městě zprovozněna bikesharingová služba Mobike, některé další (např. Ecovolis) jsou v provozu již od roku 2011. Město zřídilo na některých ulicích pruhy pro cyklistický provoz a buduje různé cyklostezky.

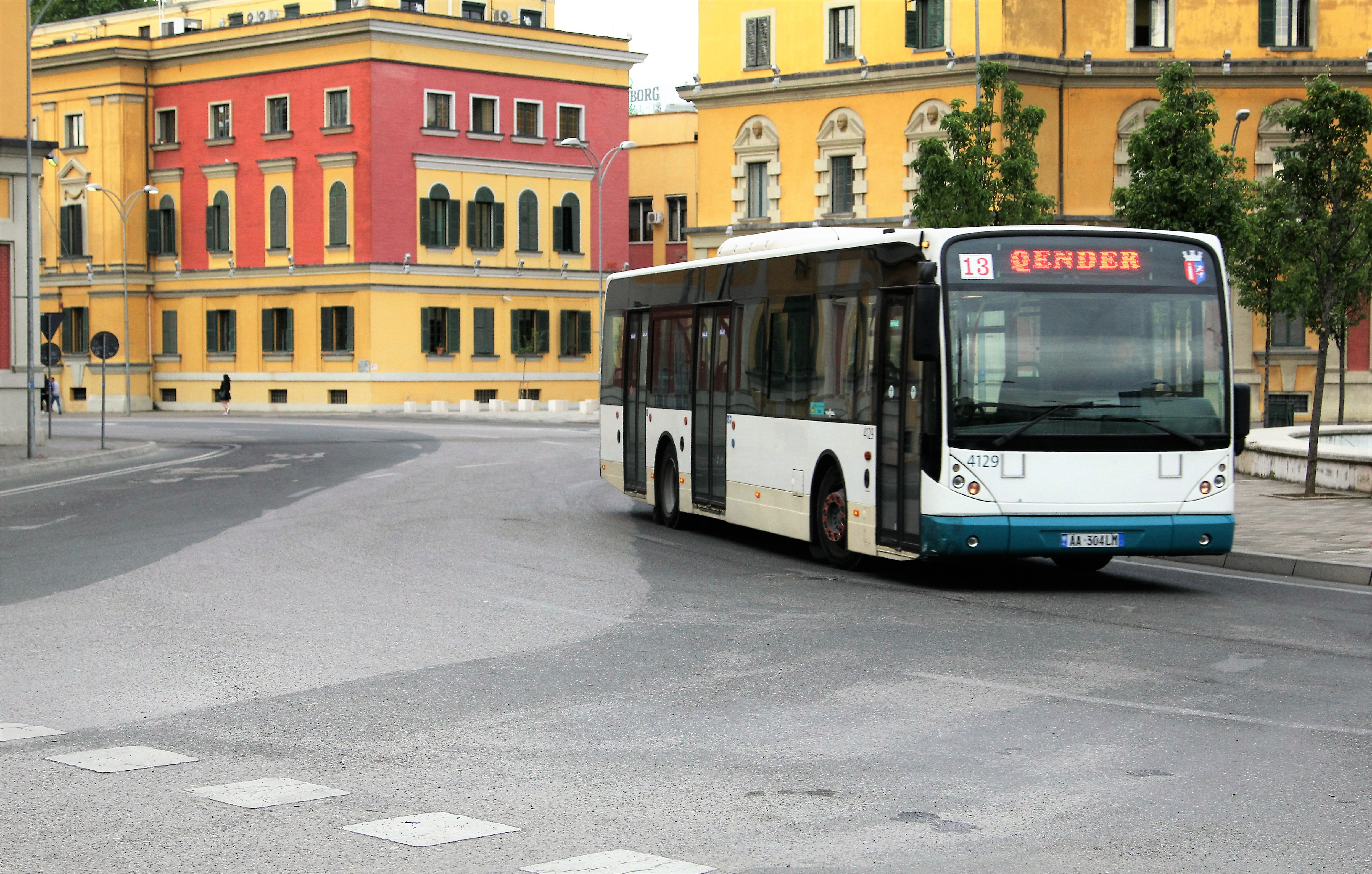
Městský autobus v Tiraně.
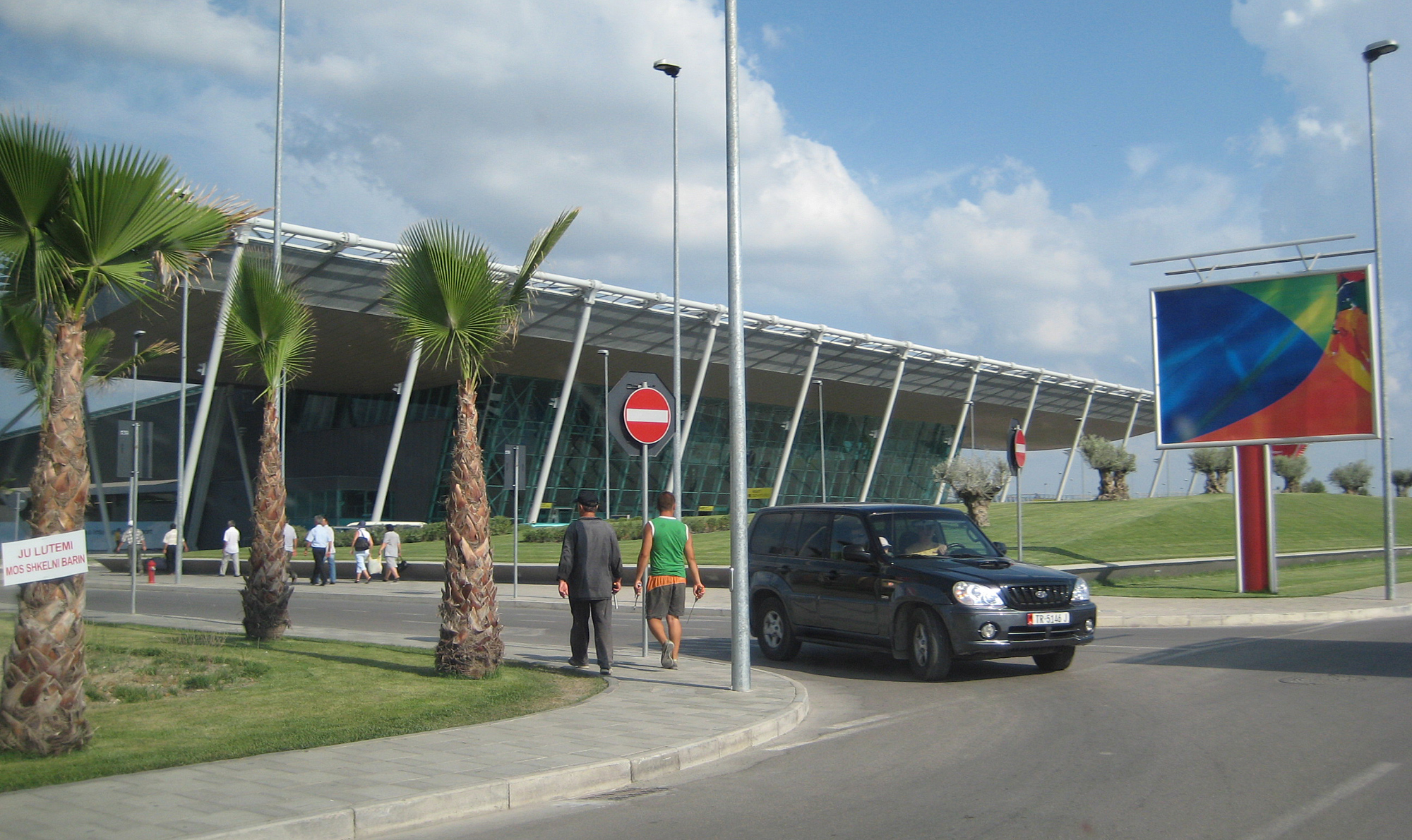
Terminál mezinárodního letiště v Rinasu u Tirany.
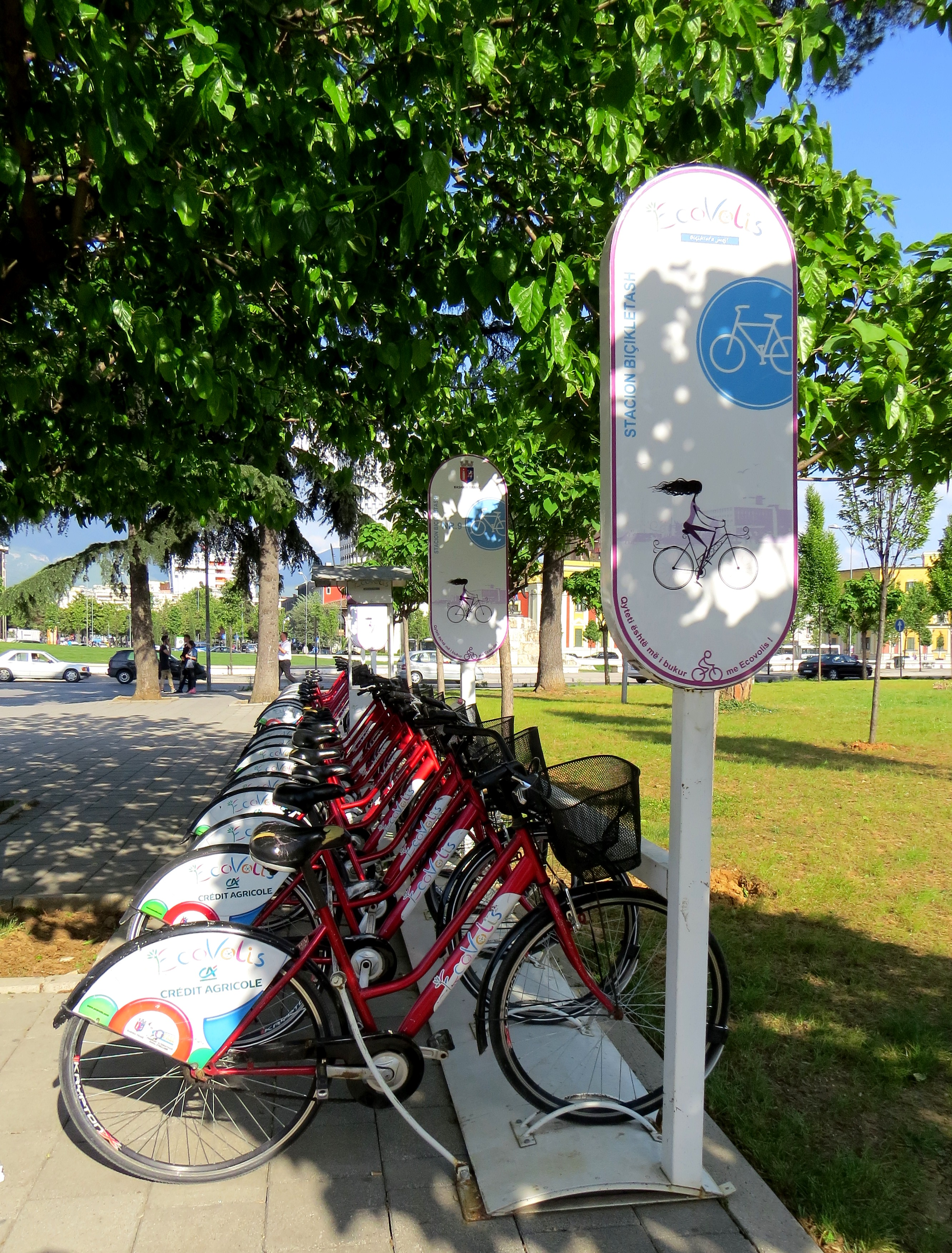
Bikesharing v Tiraně.
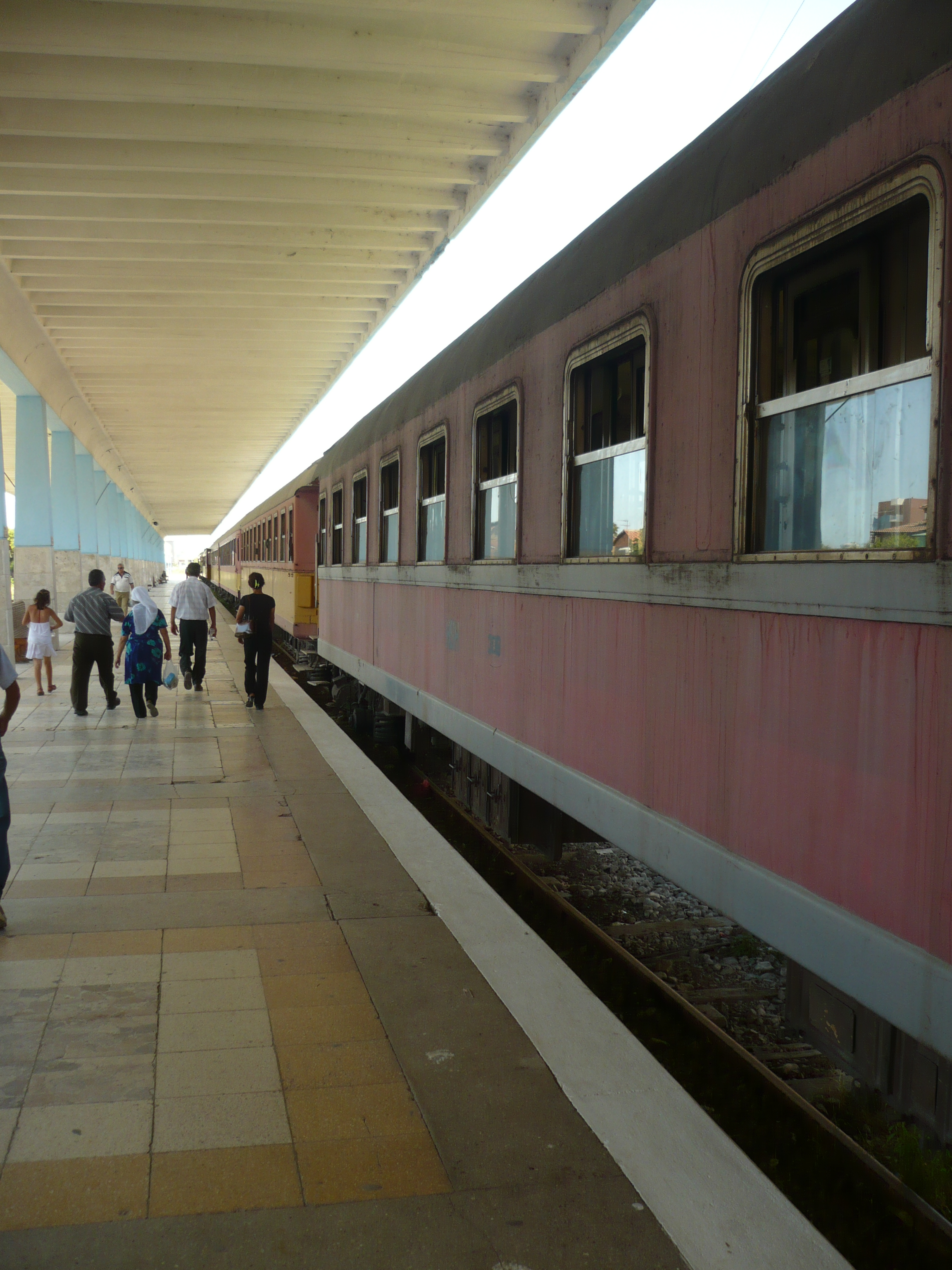
Nástupiště na místním nádraží.
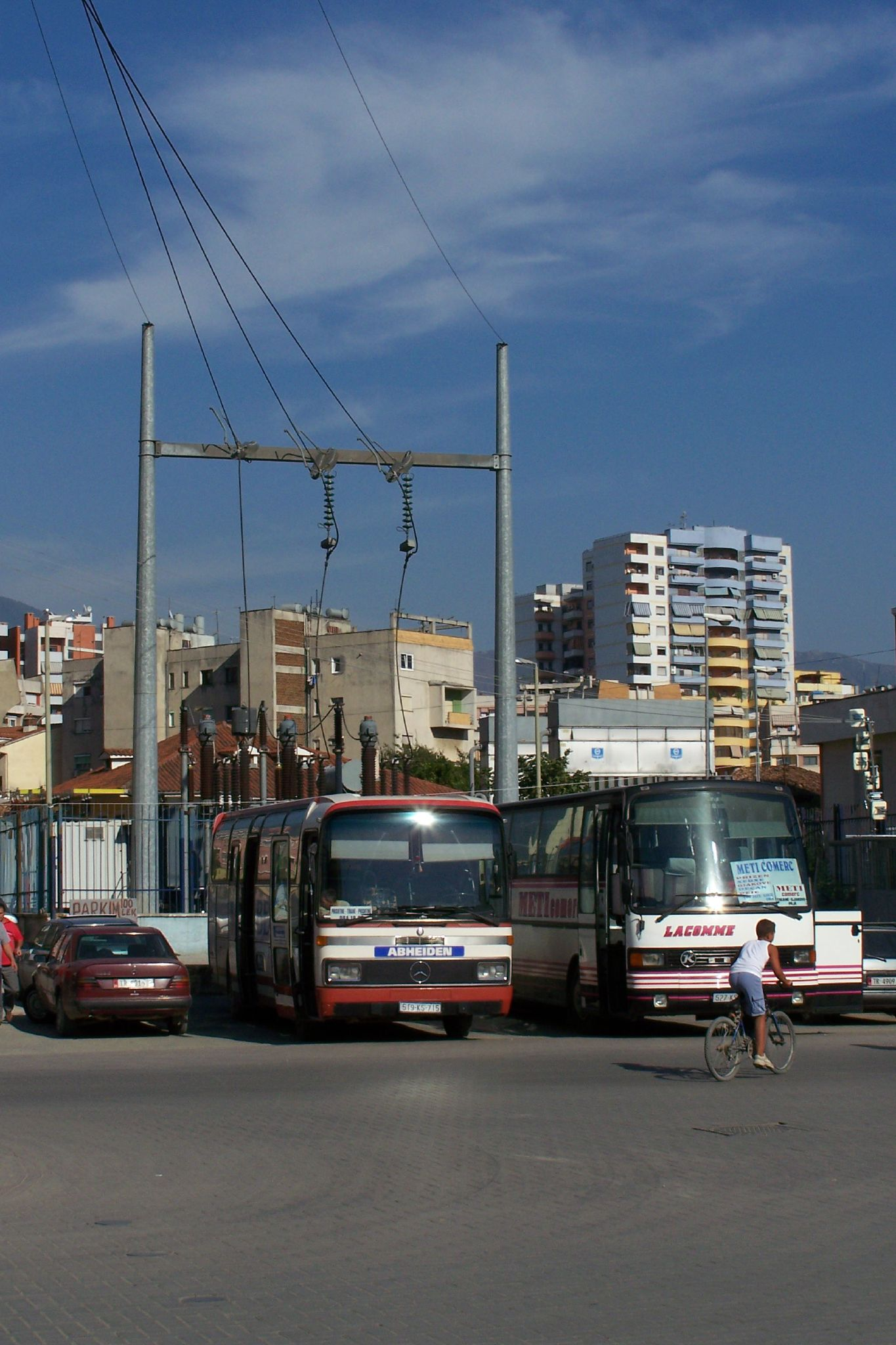
Městské autobusy v Tiraně.
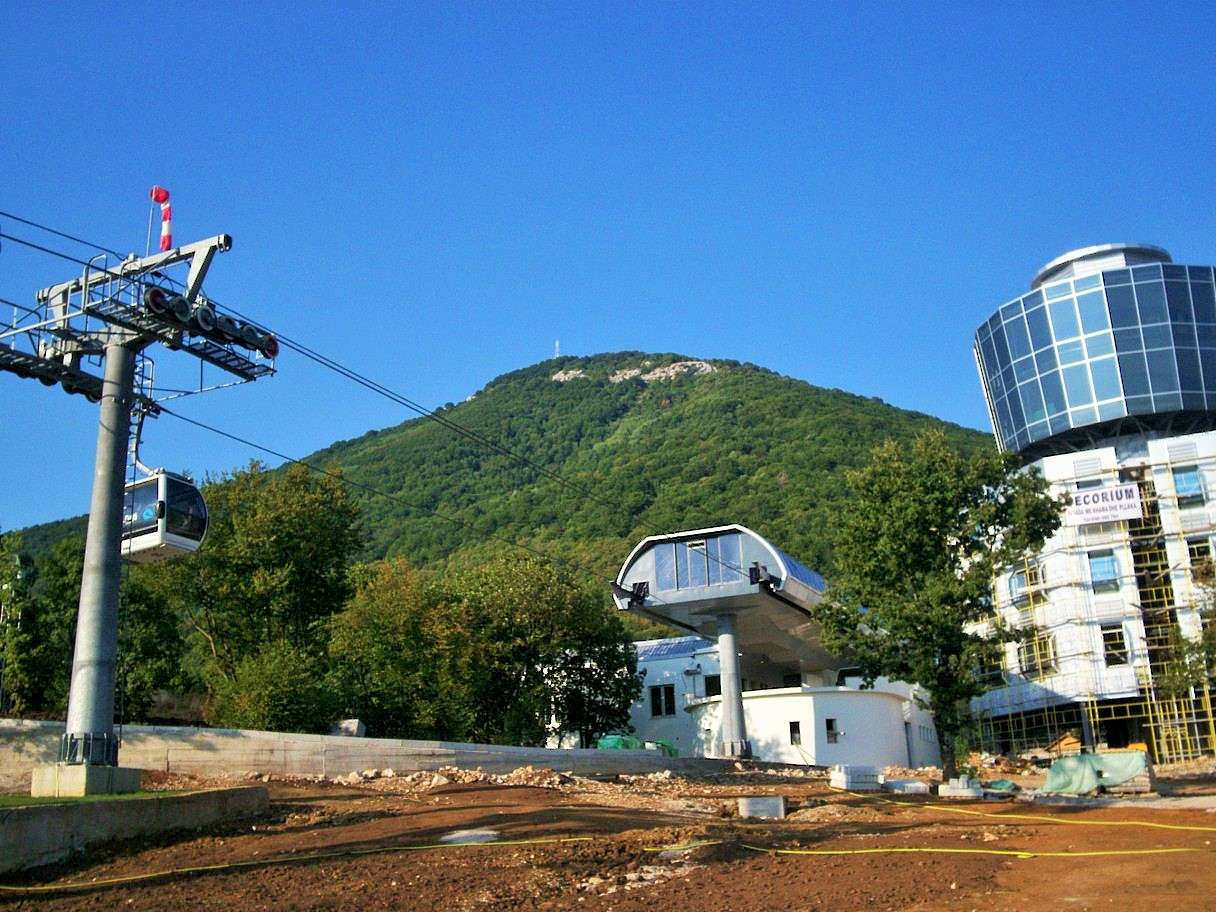
Lanová dráha na vrchol Dajti na východním okraji města
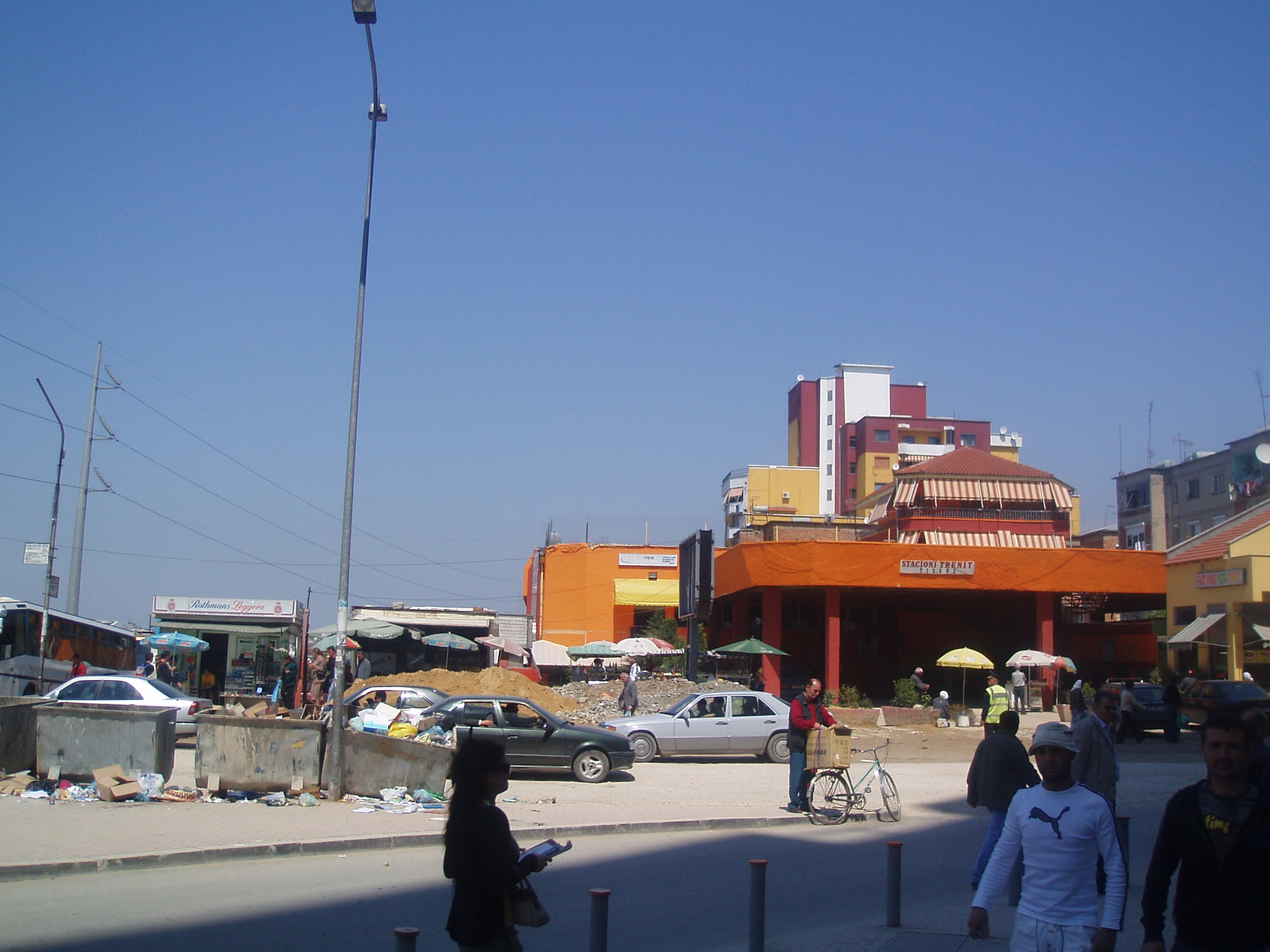
Původní železniční nádraží v Tiraně.
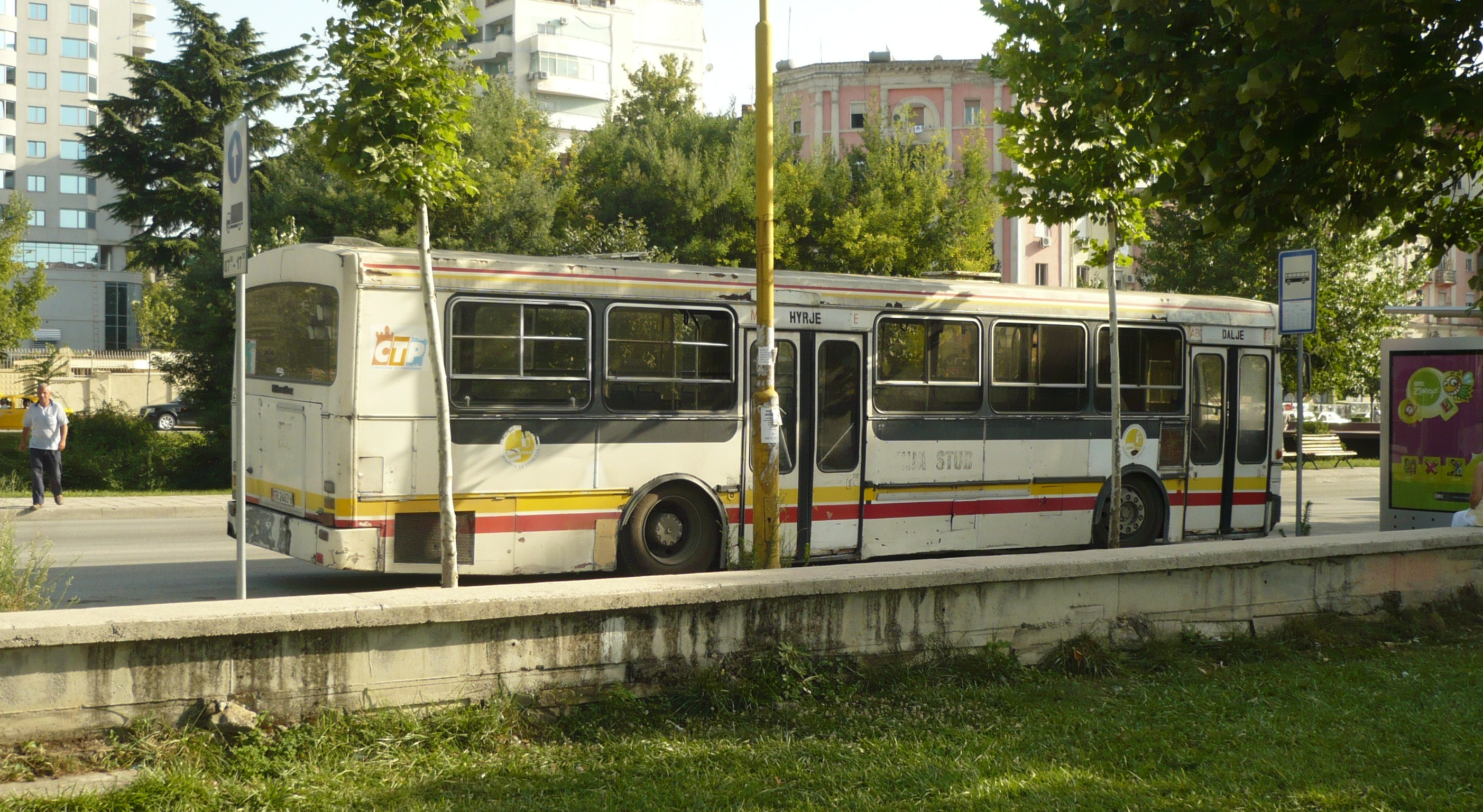
Městský autobus v Tiraně v roce 2009.

## Životní prostředí

### Znečištění

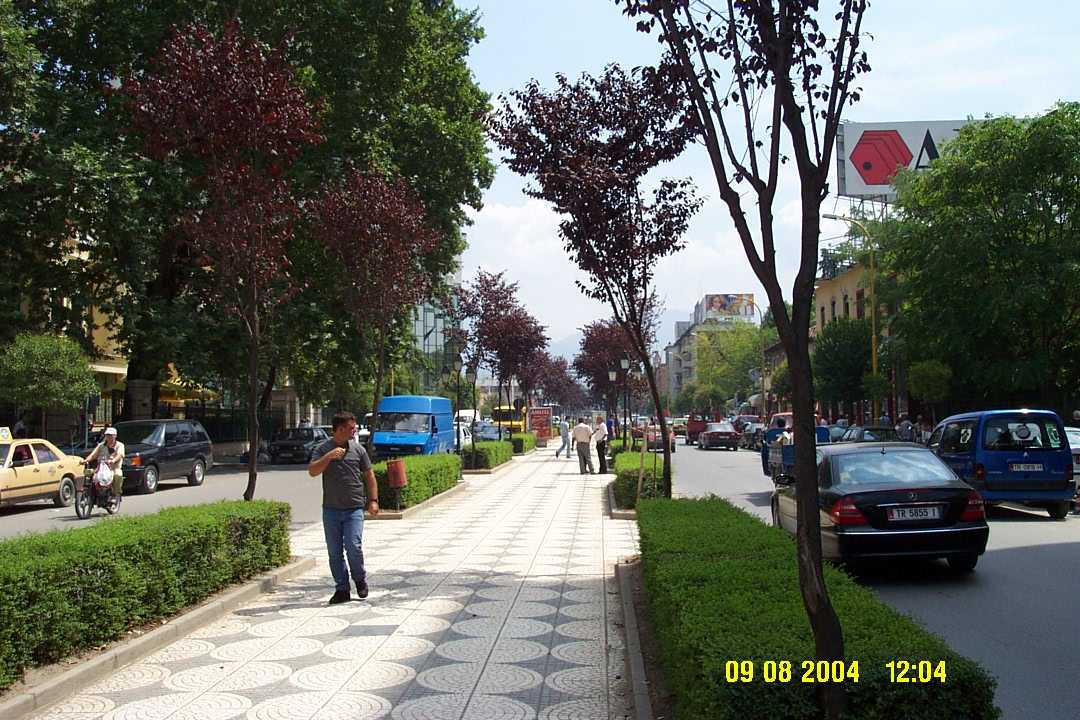
Nová úprava Tiranských ulic

Město se potýká s problémy spojenými s přelidněností, jako je například špatné nakládání s odpady, nedostatek elektřiny[zdroj?], ale i mimořádně vysoká úroveň znečištění ovzduší, zejména kvůli statisícům[zdroj?] aut, pohybujících se po Tiraně. Tento problém ještě zhoršuje špatná infrastruktura, v posledních deseti letech však nastala její radikální modernizace. Znečištění z aut je velké hlavně kvůli naftovým motorům, které jsou zde rozšířené (63 % vozového parku), ale také kvůli vysokému obsahu olova a síry v pohonných hmotách používaných v Albánii. Tirana prožívá velkou výstavbu budov, a proto vzniká znečištění i z výstavby. Některé ulice na předměstí ještě nejsou, kvůli rychlé výstavbě, ani pojmenovány. Ve snaze řešit všechny tyto problémy usiluje vedení města o výsadbu stromů v ulicích, modernizaci infrastruktury a zřizování městských parků.
Znečištění z průmyslu, typické do roku 1992, se snížilo s likvidací starých podniků během ekonomické transformace.

### Hluk
Míra hluku se na tiranských ulicích od roku 2007 snížila, ale i tak zůstává nadále vysoká. Například na ulici Rruga e Elbasanit dosahovala průměrná hodnota hluku 74,3 dB (za den), přičemž průměrná hodnota v EU činila 55 dB (za den).[zdroj?]

## Sport

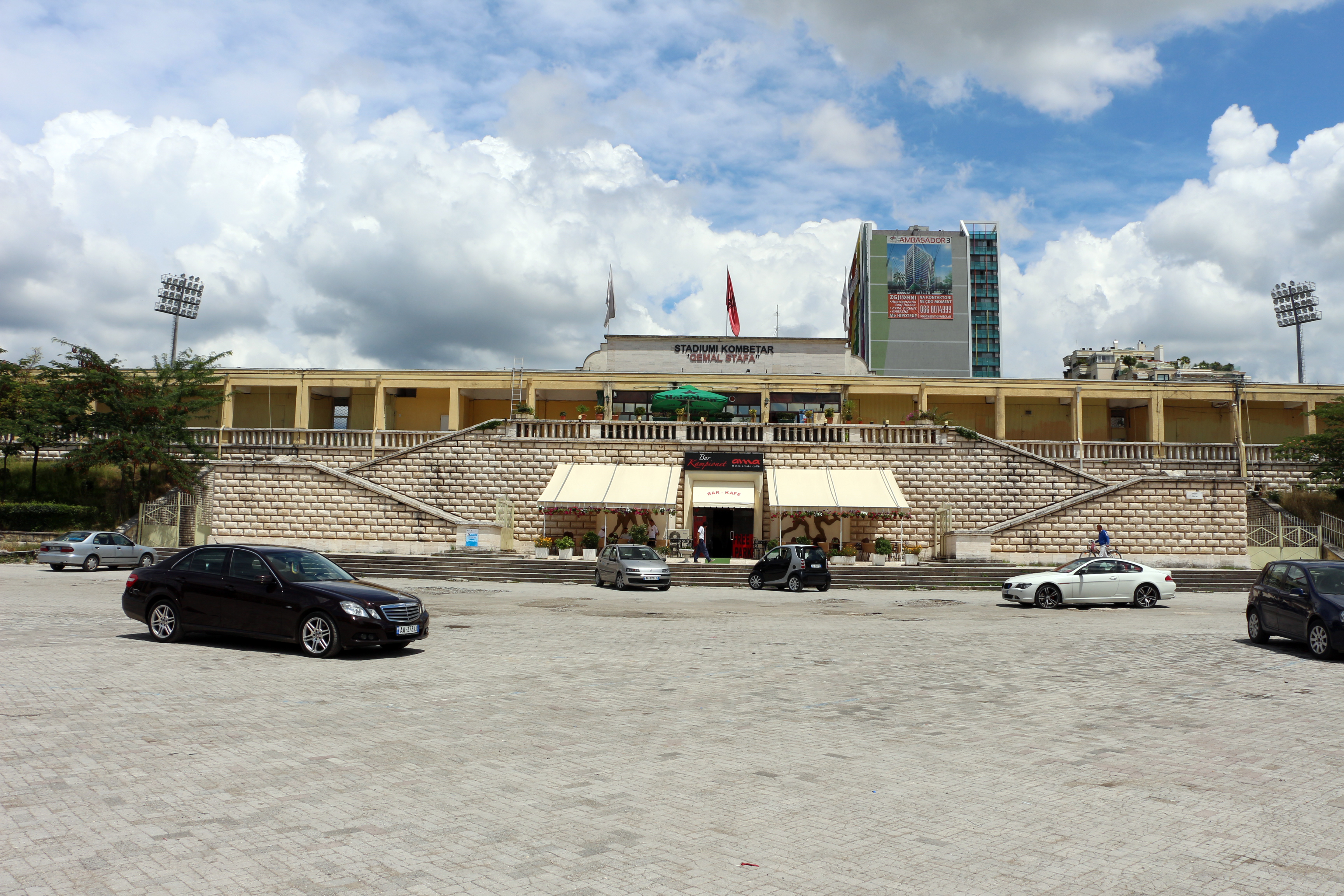
Původní národní stadion v Tiraně.

V Tiraně se působí řada profesionálních i amatérských sportovních klubů. Existuje zde řada sportovišť, z nichž největší a nejznámější je fotbalový stadion Qemala Stafy v blízkosti budovy Tiranské univerzity, na jihu města.
V Tiraně se uskutečnila řada mezinárodních sportovních akcí, např. FIBA EuroBasket 2006, evropský šampionát ve vzpírání v roce 2013 a další. Pravidelně se zde každý rok koná tzv. Tiranský maraton.
Hlavní dva fotbalové stadiony jsou Stadion Qemala Stafy a Stadion Selman Stërmasi. První z nich byl přebudován v roce 2016 jako nový národní stadion a zprovozněn v roce 2019. Právě fotbal je nejpopulárnějším sportem v Tiraně a v celé Albánii. Mezi místní týmy patří např. KF Tirana (založen v roce 1920), Partizani Tirana a Dinamo Tirana (založen roku 1950). K dalším populárním sportům patří basketbal.

## Zdravotnictví
V Tiraně se nachází značný počet soukromých i veřejných nemocnic. Největší z nich je Univerzitní nemocnice Matky Terezy. Mezi další patří např. Univerzitní nemocnice Shefqeta Ndroqiho nebo nemocnice Koço Gliozheniho. Stojí zde také nemocnice vojenská.

## Známé osobnosti
Z Tirany pocházejí, resp. pocházely tyto známé osobnosti:
- Beqir Balluku – albánský komunistický politik
- Erjon Bogdani – fotbalista
- Albert Brojka – bývalý starosta Tirany
- Pirro Çako – zpěvák a skladatel
- Fabiola Laco Egro – sociální aktivistka
- Besiana Kadare – velvyslanec Albánie při OSN
- Kledi Kadiu – zpěvačka a herečka žijící v Itálii
- Sali Kelmendi – bývalý starosta Tirany
- Vedat Kokona – albánský překladatel
- Saimir Kumbaro – filmový režisér
- Elsa Lila – zpěvačka
- Masiela Lusha – herečka a spisovatelka
- Pandeli Majko – bývalý premiér Albánie (celkem dvakrát)
- Rexhep Meidani – bývalý prezident Albánie
- Aleksandër Meksi – bývalý předseda albánské vlády
- Inva Mula – operní zpěvačka
- Blendi Nallbani – fotbalista
- Fatos Nano – bývalý albánský premiér
- Agim Nesho – bývalý velvyslanec
- Essad Pasha – osmanský správce, vlastník rozsáhlých území okolo Tirany[53]
- Aleksandër Peçi – skladatel
- Edi Rama – albánský politik, bývalý starosta Tirany
- Skënder Sallaku – herec
- Klodiana Shala – sportovkyně
- Bamir Topi – bývalý albánský prezident
- Abdi bej Toptani – signatář deklarace nezávislosti Albánie
- Murat bej Toptani – signatář deklarace nezávislosti Albánie
- Gjergj Xhuvani – filmový režisér

## Ocenění
Město uděluje klíč od města (albánsky Çelësi i Qytetit), které získali: Alifete Jahjaga, Bebe Rexha, Dritan Abazović, Dua Lipa, Eleni Foureira, Emeli Sandé, Ermal Meta, Giorgio Toschi, Giusy Ferreri, Fatboy Slim, István Tarlós, Kolinda Grabar-Kitarović, Nexhmije Pagarusha. , Noel Malcolm, Riccardo Cocciante, Rita Ora, Robin Krasniqi a Stevo Penderevski.

## Partnerská města
- Ankara, Turecko
- Atény, Řecko
- Barcelona, Španělsko
- Brusel, Belgie
- Bukurešť, Rumunsko
- Cobourg, Kanada
- Doha, Katar
- Florencie, Itálie
- Grand Rapids, USA
- Janov, Itálie[55]
- Kyjev, Ukrajina
- Madrid, Španělsko
- Marseille, Francie
- Moskva, Rusko
- Paříž, Francie
- Peking, Čína
- Praha, Česko
- Řím, Itálie
- Soluň, Řecko
- Soul, Jižní Korea
- Turín, Itálie
- Vilnius, Litva
- Skopje, Severní Makedonie[56]
- Sofie, Bulharsko
- Stockholm, Švédsko
- Záhřeb, Chorvatsko
- Zaragoza, Španělsko